# 랩톱

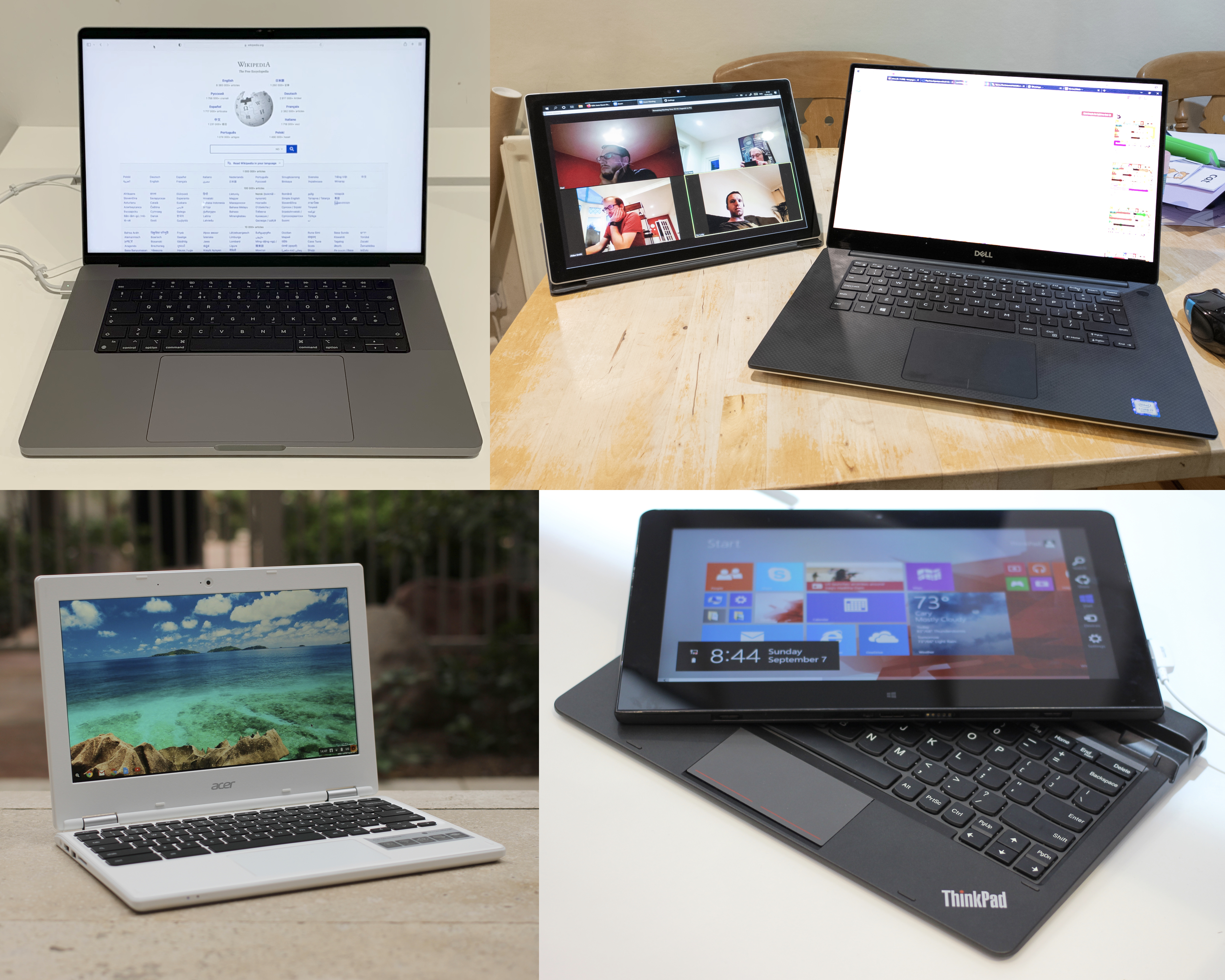
다양한 랩톱. 왼쪽 상단부터 시계 방향으로: 애플의 2021년 맥북 프로; 탈착식 힌지가 있는 2019년 마이크로소프트 서피스 프로 7 (왼쪽) 및 360도 힌지가 있는 2018년 델 XPS 15 9570 (오른쪽); 탈착식 스크린이 있는 레노버의 2014년 씽크패드 헬릭스; 2014년 에이서 크롬북 11

랩톱 컴퓨터(laptop computer), 노트북 컴퓨터(notebook computer), 간단히 랩톱(laptop) 또는 노트북은 작고 휴대 가능한 개인용 컴퓨터(PC)이다. 랩톱은 일반적으로 클램셸 폼 팩터를 가지며, 상단 덮개 안쪽에는 평면 패널 스크린이 있고 하단 덮개 안쪽에는 영숫자 키보드와 포인팅 장치가 있다. 대부분의 컴퓨터 내부 하드웨어는 키보드 아래의 하단 부분에 있지만, 많은 최신 랩톱은 화면 상단에 내장된 웹캠을 가지고 있으며, 일부는 터치스크린 디스플레이를 특징으로 한다. 대부분의 경우, 모바일 운영체제에서 실행되는 태블릿 컴퓨터와 달리 랩톱은 원래 데스크톱 컴퓨터용으로 개발된 데스크톱 운영체제에서 실행되는 경향이 있다.
랩톱은 직장(특히 출장 시), 교육, 게임 플레이, 콘텐츠 제작, 웹 브라우징, 개인 멀티미디어, 그리고 일반적인 가정용 컴퓨터 사용 등 다양한 환경에서 사용된다. AC 전원과 재충전 전지팩으로 작동할 수 있으며, 보관 및 운반이 편리하도록 접을 수 있어 모바일 사용에 적합하다. 랩톱은 데스크톱 컴퓨터의 본질적으로 동일한 입출력 부품과 기능을 단일 장치에 결합하며, 여기에는 디스플레이 화면(대개 대각선 크기 11–17 in or 280–430 mm), 소형 스피커, 키보드, 그리고 포인팅 장치(대개 터치패드)가 포함된다. 하드웨어 사양은 유형, 모델 및 가격대에 따라 크게 다를 수 있다.
랩톱이라는 단어는 데스크톱(데스크톱 컴퓨터에서와 같이)이라는 용어를 본떠서 만들어졌으며, 사용자의 무릎 위에 실질적으로 놓을 수 있다는 사실을 나타낸다. 반면 노트북이라는 단어는 대부분의 랩톱이 종이 공책과 비슷한 크기라는 것을 의미한다. 2024년 기준, 미국 영어에서는 랩톱과 노트북이라는 용어가 서로 바꿔 사용할 수 있다. 다른 영어 방언에서는 어느 한쪽이 선호될 수 있다. 노트북이라는 용어는 원래 당시의 주류 랩톱보다 작고 가벼운 휴대용 컴퓨터의 한 종류를 지칭했지만, 이후 같은 의미로 사용되며 더 이상 특정 크기를 지칭하지 않게 되었다.
디자인 요소, 폼 팩터 및 구조도 의도된 사용에 따라 모델 간에 크게 다를 수 있다. 특수 랩톱 모델의 예로는 키보드를 디스플레이에서 분리하거나 회전시켜 보이지 않게 할 수 있는 2-in-1 랩톱(종종 "랩톱 모드"를 가진 것으로 판매됨)과 건설 또는 군사 응용 부문에 사용되는 러그드 랩톱이 있다. 나중에 현대 랩톱으로 발전한 휴대용 컴퓨터는 원래 군대, 회계사 또는 여행하는 영업 담당자와 같은 특수 현장 응용 부문을 위한 작은 틈새시장으로 간주되었다. 휴대용 컴퓨터가 현대 랩톱으로 발전하면서 다양한 용도로 널리 사용되었다.

## 역사

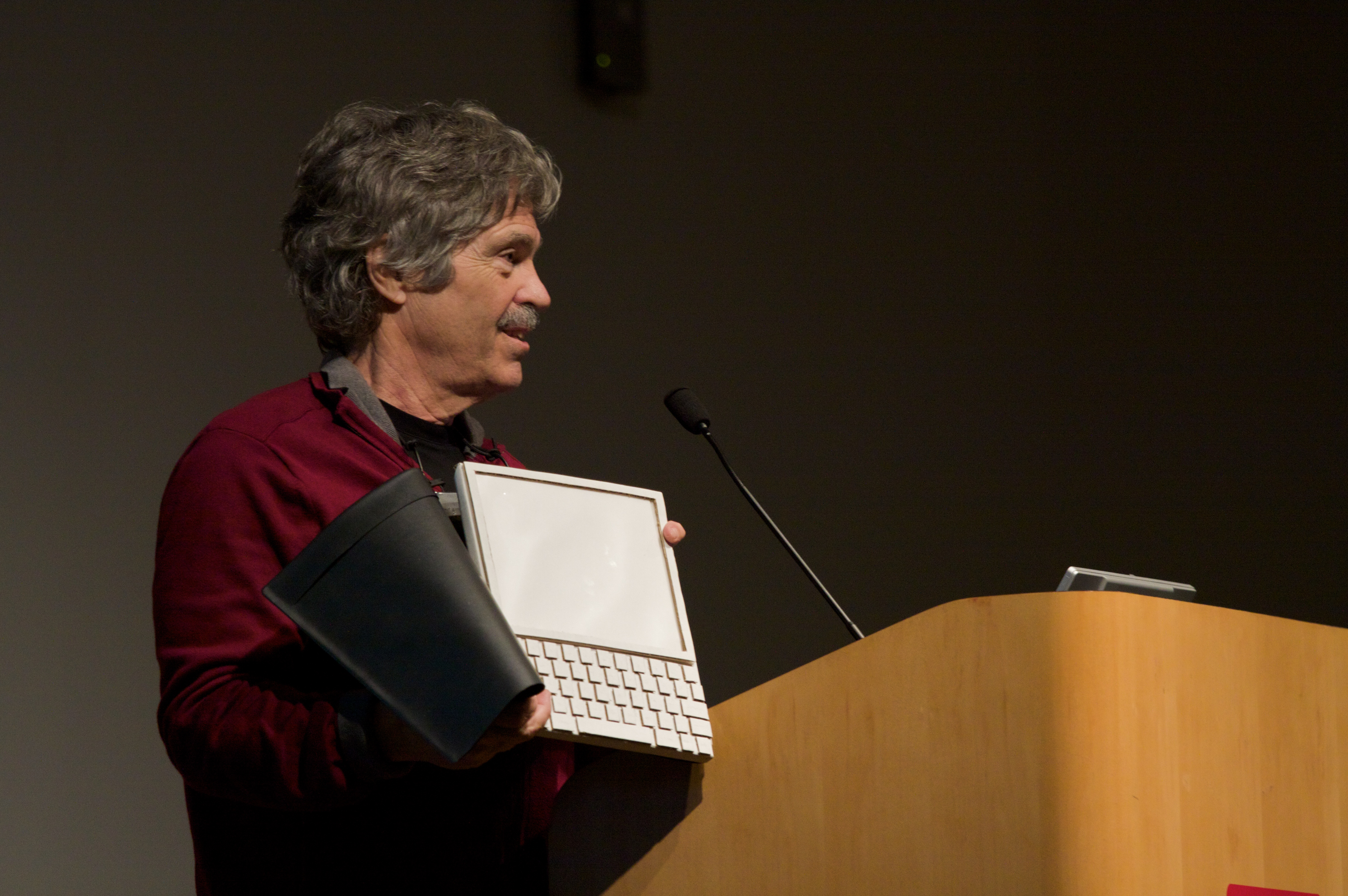
앨런 케이가 2008년 그의 다이나북 콘셉트 목업을 들고 있다.

랩톱의 역사는 개인용 컴퓨터 자체의 발전과 밀접하게 연관되어 있다. "개인용 휴대 정보 조작기"는 제록스 PARC의 앨런 케이에 의해 1968년에 구상되었고, 1972년 그의 논문에서 "다이나북"으로 설명되었다. IBM 특수 컴퓨터 APL 머신 포터블(SCAMP)은 1973년에 시연되었다. 이 프로토타입은 IBM PALM 프로세서를 기반으로 했다. 최초로 상업적으로 이용 가능한 휴대용 컴퓨터인 IBM 5100은 1975년 9월에 등장했으며, SCAMP 프로토타입을 기반으로 했다.

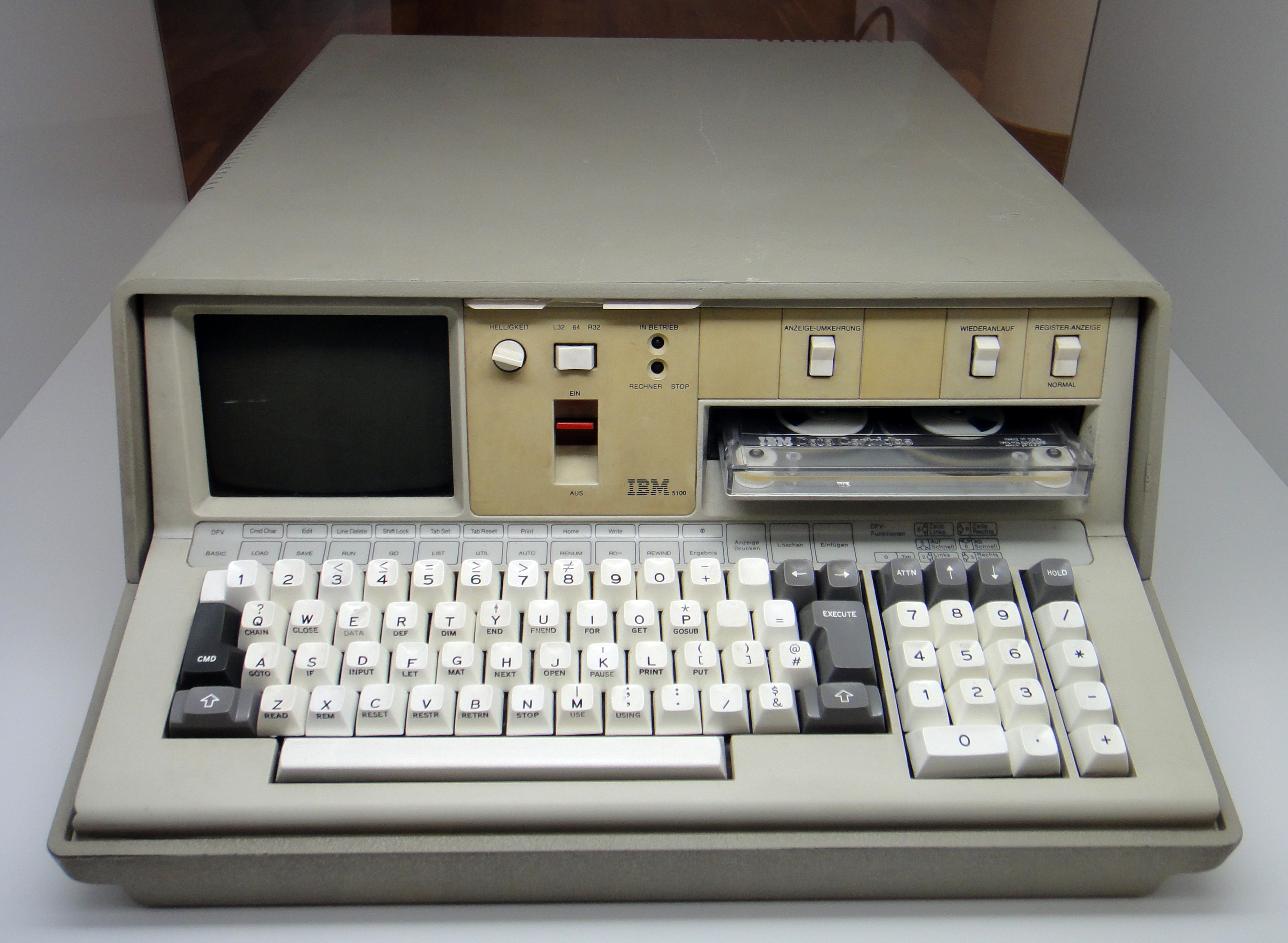
IBM 5100 (1975)

8비트 CPU 기기가 널리 받아들여지면서 휴대용 컴퓨터의 수가 급증했다. 최초의 "랩톱 크기 노트북 컴퓨터"는 1980년 7월 스와 세이코의 요코자와 유키오가 발명(특허)한 엡손 HX-20이었다. 이 제품은 1981년 일본 기업 세이코 엡손에 의해 라스베이거스의 컴덱스 컴퓨터 쇼에서 소개되었고, 1982년 7월에 출시되었다. 이 제품은 LCD 화면, 충전식 배터리, 계산기 크기 프린터를 1.6 kg (3.5 lb) 섀시에 탑재했으며, 크기는 A4 공책 크기였다. 이 제품은 특허에서 "랩톱" 및 "노트북" 컴퓨터로 설명되었다.

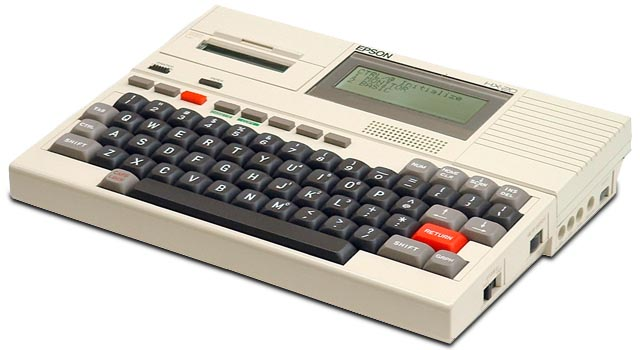
최초의 "노트북 컴퓨터"인 엡손 HX-20은 1980년에 발명되어 1982년에 소개되었다.

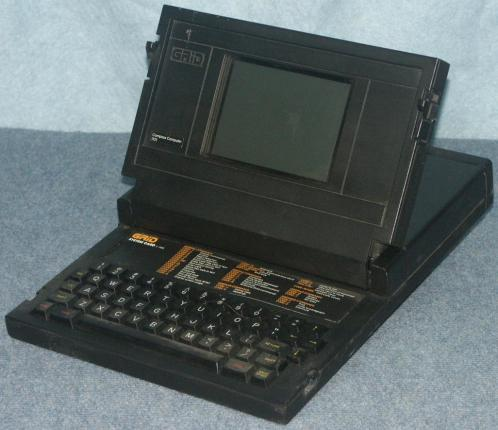
그리드 컴퍼스 1101 (1982)

탠디/라디오셱과 휴렛 팩커드(HP) 또한 이 시기에 다양한 디자인의 휴대용 컴퓨터를 생산했다. 플립 형태를 사용하는 최초의 랩톱은 1980년대 초에 등장했다. 덜몬트 매그넘은 1981~82년에 호주에서 출시되었지만 1984~85년까지는 국제적으로 판매되지 않았다. 1982년에 출시된 US$8,150 (equivalent to $21,860 in 2022) 그리드 컴퍼스 1101은 미국 항공 우주국과 군대 등에서 사용되었다. 샤프 PC-5000, 암페어 WS-1, 및 가빌란 SC는 1983년에서 1985년 사이에 출시되었다. 도시바 T1100은 PC 전문가와 대중 시장에서 PC 휴대성을 제공하는 방법으로 인정받았다.
1983년부터 터치패드(가빌란 SC, 1983), 포인팅 스틱(IBM 씽크패드 700, 1992), 필기 인식(라이너스 라이트탑, 1987)을 포함한 몇 가지 새로운 입력 기술이 개발되어 랩톱에 포함되었다. 1990년 i386SL과 같은 일부 CPU는 휴대용 컴퓨터의 배터리 수명을 늘리기 위해 최소한의 전력을 사용하도록 설계되었으며, 일부 디자인에서는 인텔 스피드스텝 및 AMD 파워나우!와 같은 동적 전원 관리 기능의 지원을 받았다.
1980년대에 빨간색 플라스마 디스플레이를 사용한 일부 랩톱은 AC 전원에 연결되었을 때만 사용할 수 있었고 내장 전원 공급 장치가 있었다.
메모리 카드의 개발은 1980년대에 플로피 디스크 드라이브의 대안으로서 랩톱의 전력 소비 감소, 무게 감소, 부피 감소의 필요성에 의해 추진되었다. PCMCIA(Personal Computer Memory Card International Association)는 1989년에 PC용 메모리 카드 표준을 추진하기 위해 설립된 산업 협회이다. PCMCIA 타입 I 카드(나중에 PC 카드라고 개칭됨)의 사양은 1990년에 처음 출시되었다.

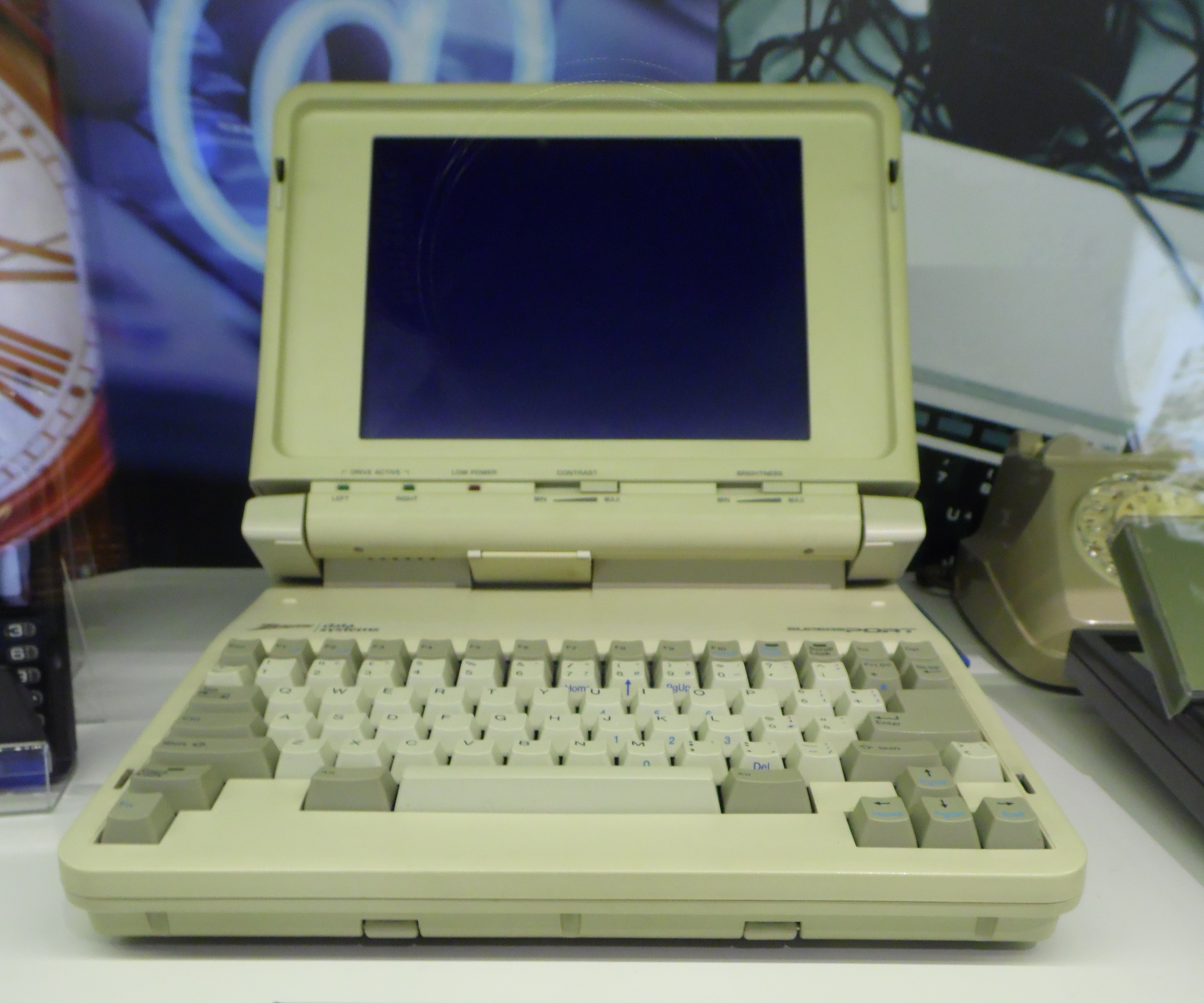
1988년에 출시된 제니스 슈퍼스포트 랩톱

디스플레이는 1988년까지 640x480(VGA) 해상도(Compaq SLT/286)에 도달했으며, 컬러 화면은 1991년에 일반적인 업그레이드가 되기 시작했고, 2003년에 17인치 화면 랩톱이 출시될 때까지 해상도와 화면 크기가 빈번하게 증가했다. 하드 드라이브는 1980년대 후반에 3.5인치 드라이브의 도입으로 휴대용 기기에 사용되기 시작했으며, 1990년경에 2.5인치 및 더 작은 드라이브가 도입되면서 랩톱에 보편화되었다. 용량은 일반적으로 물리적으로 더 큰 데스크톱 드라이브보다 뒤처졌다.
1992년까지 랩톱 시장은 데스크톱보다 약 3배 빠르게 성장했다. 1994년까지 랩톱은 데스크톱보다 더 수익성이 좋았으며, 1990년의 1/20에서 1/6의 개인용 컴퓨터 시장을 차지했다. 이들은 너무 중요해서 델은 강력한 랩톱 제품군이 없으면 업계에서 "2류 지위"를 감수할 위험이 있다고 전문가들은 말했다.
광학 디스크 드라이브는 1997년경부터 풀 사이즈 랩톱에서 보편화되었다. 처음에는 CD-ROM 드라이브가 사용되었고, 이후 CD-R, DVD, 그리고 쓰기 기능이 있는 블루레이 드라이브로 대체되었다. 2011년경부터는 내장 광학 드라이브를 배제하는 추세가 나타났고, 2022년 현재 대부분 사라졌지만 외부 주변기기로 여전히 쉽게 구할 수 있다.
랩톱 웹캠의 해상도는 720p(HD) 또는 저가 랩톱에서는 480p이다. 1080p(풀 HD) 웹캠을 탑재한 가장 초기의 랩톱은 삼성 700G7C와 같이 2010년대 초에 출시되었다.

## 어원
랩톱(laptop)과 노트북(notebook)이라는 용어는 1980년대 초에 생겨났으며, 주류 기기(소위 "러거블")보다 작지만 포켓 컴퓨터보다 큰 크기의 휴대용 컴퓨터를 설명하기 위해 만들어졌다. 어원학자 윌리엄 새파이어는 랩톱의 기원을 1984년 이전으로 추적했으며, 옥스포드 영어사전이 발견한 랩톱의 가장 이른 사용례는 1983년으로 거슬러 올라간다. 이 단어는 데스크톱 컴퓨터와 같이 데스크톱이라는 용어를 본따 만들어졌다. 한편, 노트북은 1982년에 더 일찍 등장했으며, 엡손의 HX-20 휴대용 기기를 설명하기 위해 사용되었다. 이 기기의 크기는 레터 크기 종이 묶음과 거의 일치했다.:9 노트북은 1988년 NEC 울트라라이트가 출시되면서 랩톱과는 별개의 시장으로 부상했다.:16
노트북과 랩톱은 1990년대 중반까지 별개의 시장 부문을 차지했지만, 인체공학적 고려와 더 큰 화면에 대한 고객 선호로 인해 1990년대 후반에는 노트북이 랩톱과 융합되었다. 이제 랩톱과 노트북이라는 용어는 동의어이며, 둘 중 어느 것을 선호하는지는 방언의 차이에 불과하다.

## 랩톱의 종류

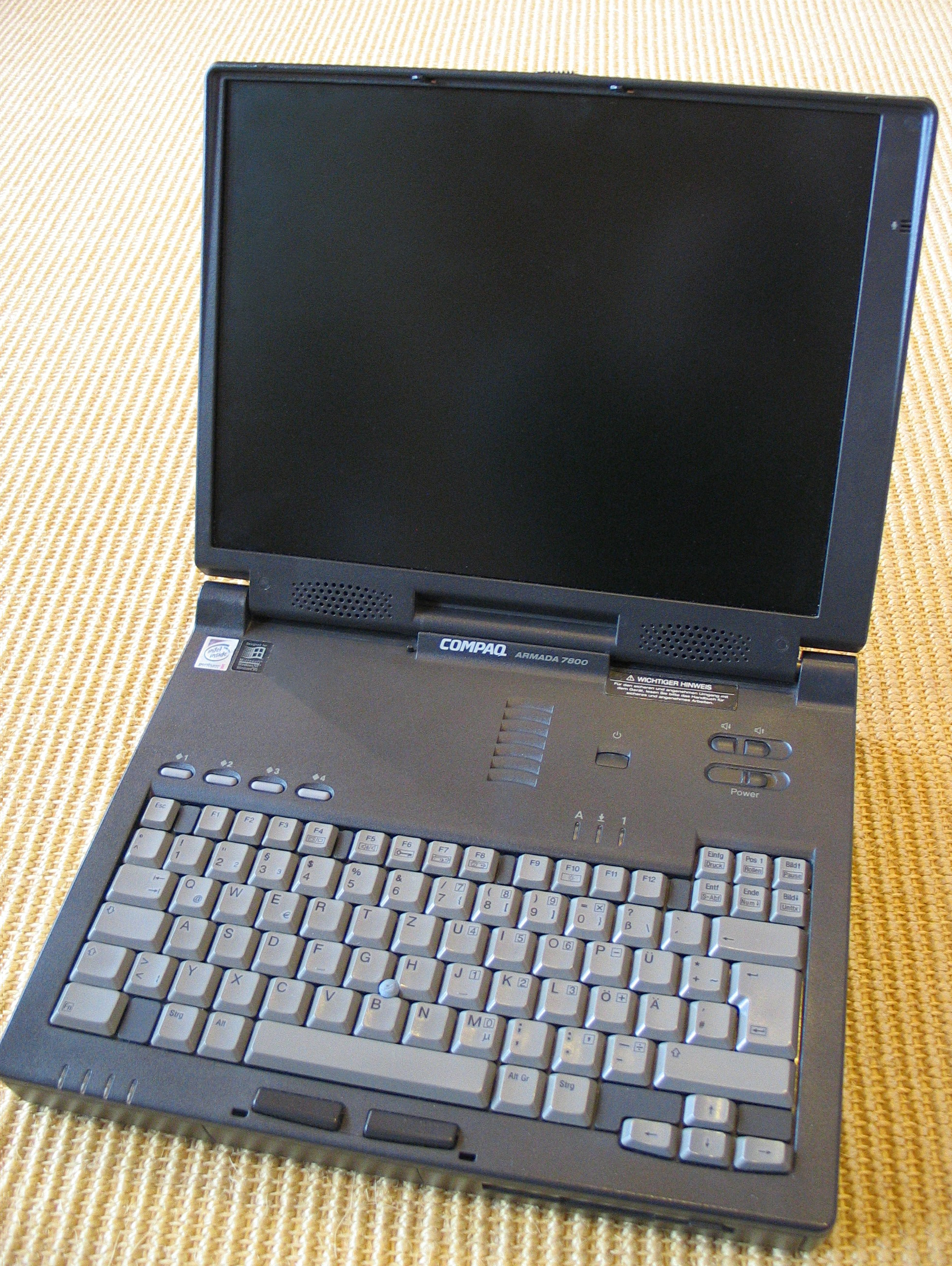
1990년대 후반의 컴팩 아르마다 랩톱

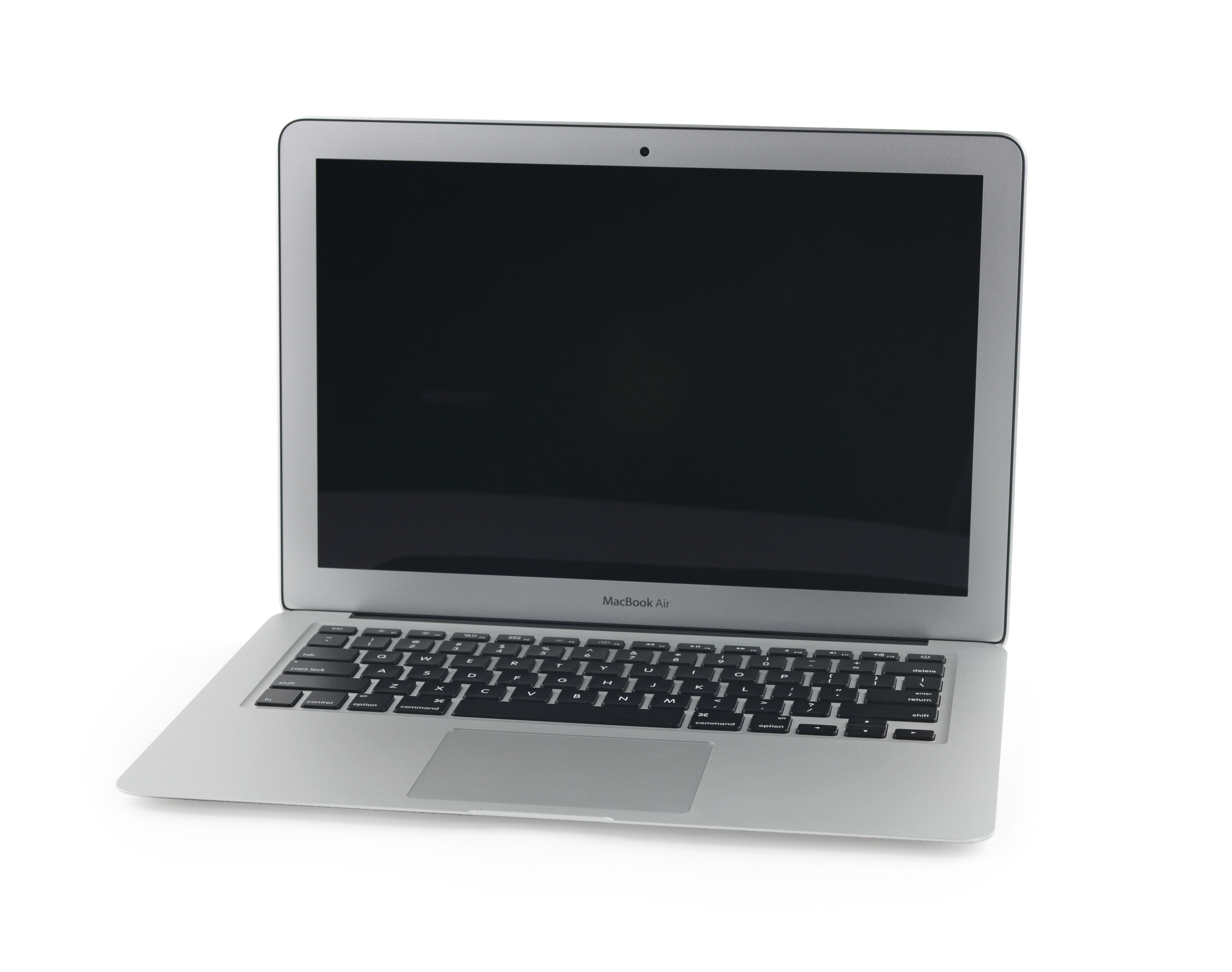
무게가 미만인 "울트라포터블" 랩톱, 애플 맥북 에어

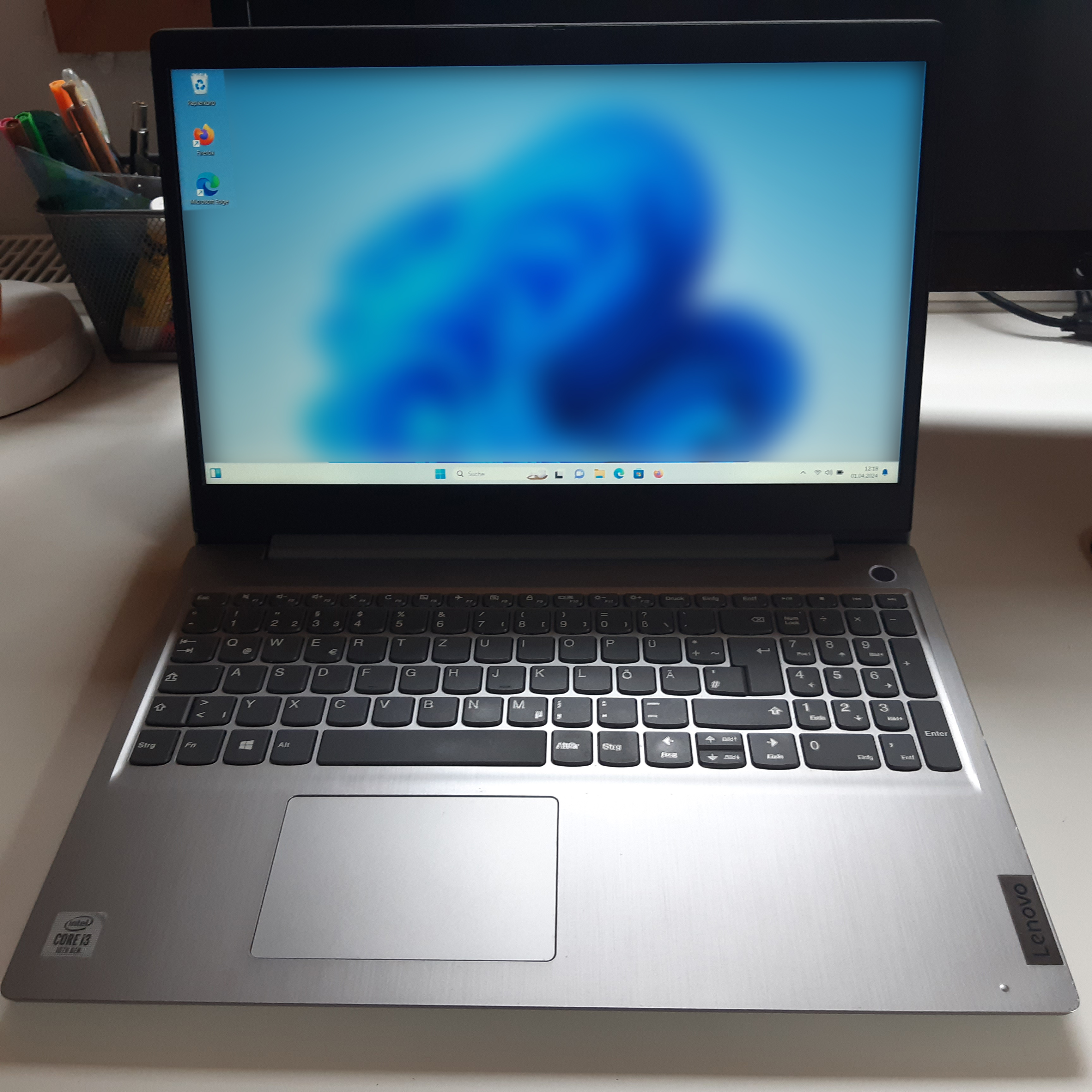
레노버 아이디어패드 랩톱

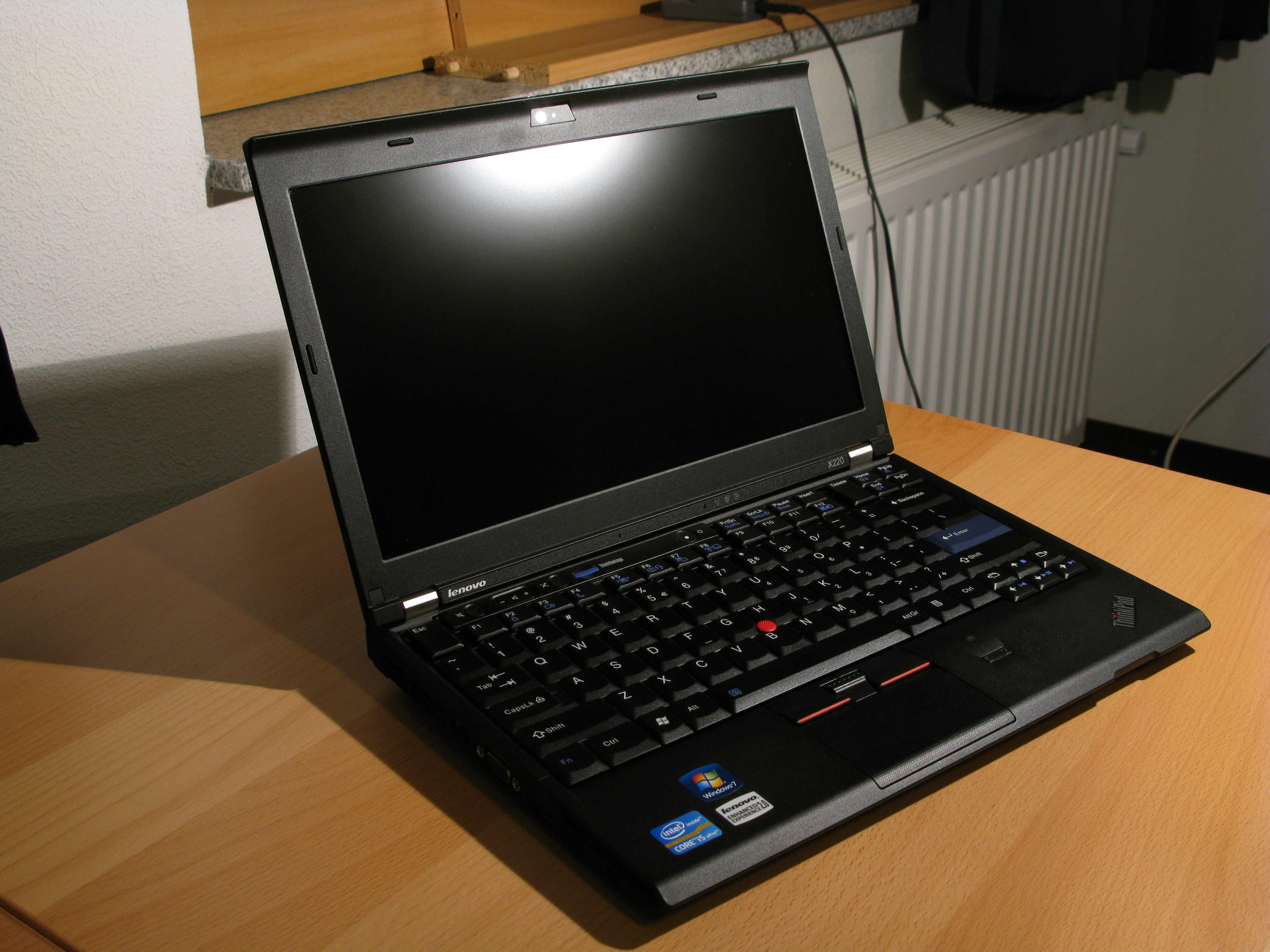
원래 IBM 제품이었던 레노버의 씽크패드 비즈니스 랩톱

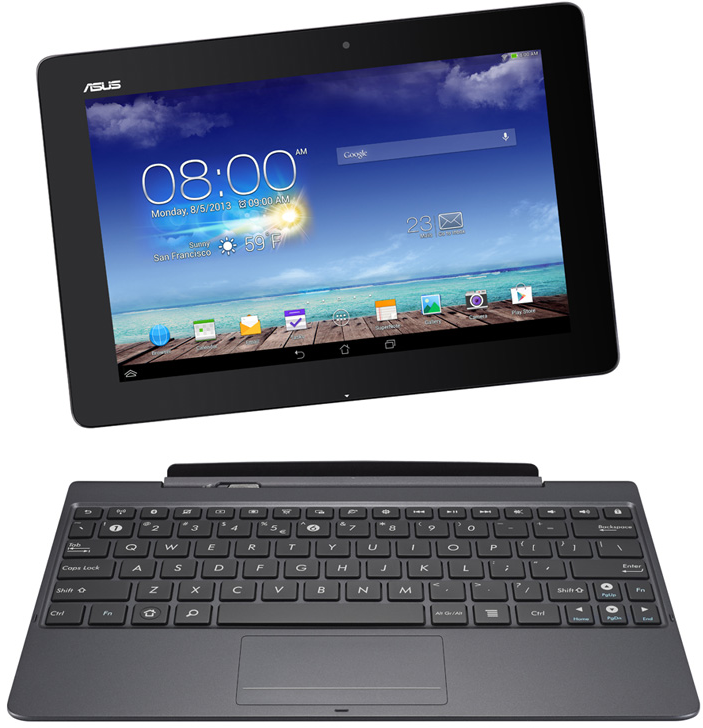
아수스 트랜스포머 패드, 안드로이드 운영체제로 구동되는 하이브리드 태블릿

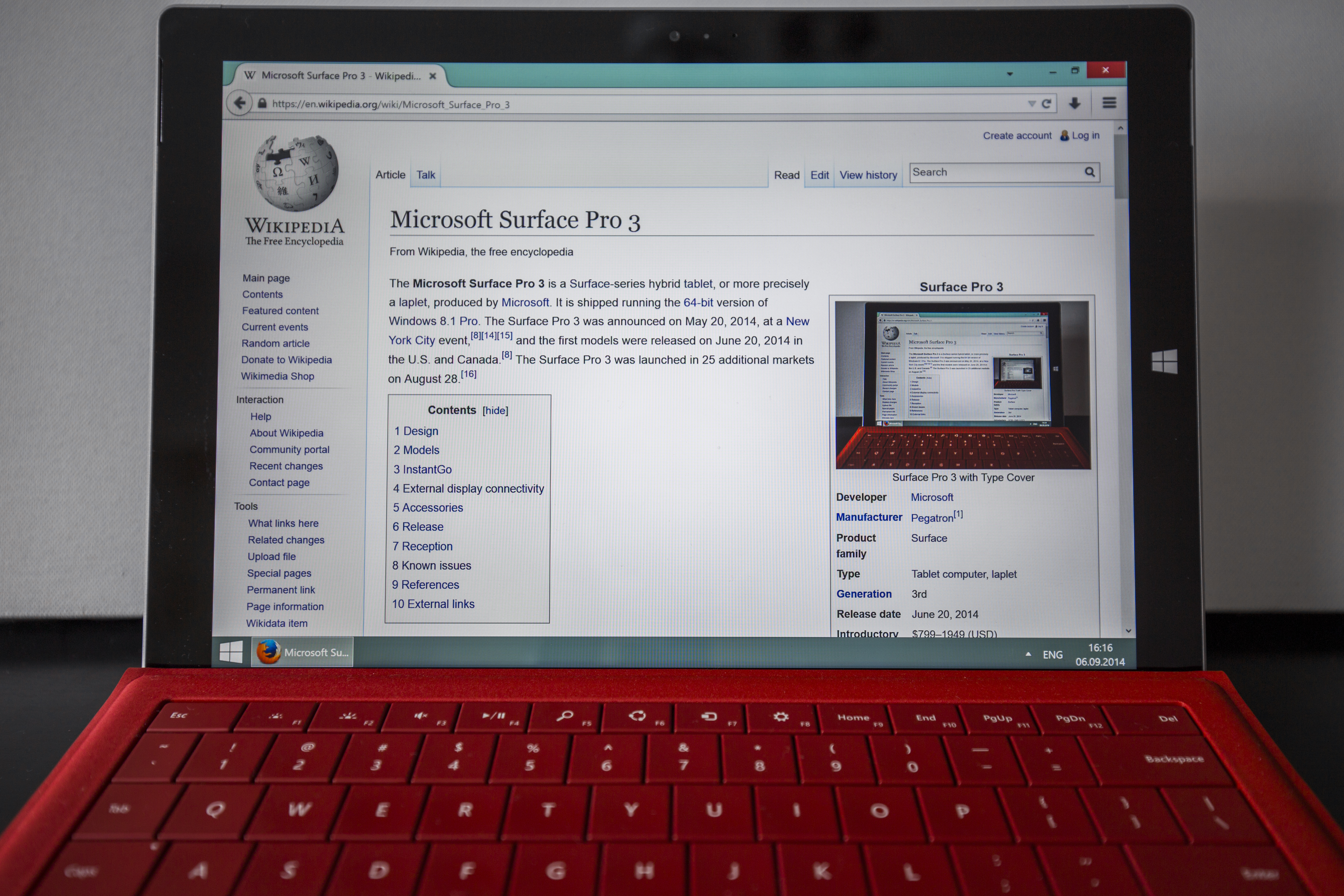
마이크로소프트 서피스 프로 3, 2-in-1 분리형

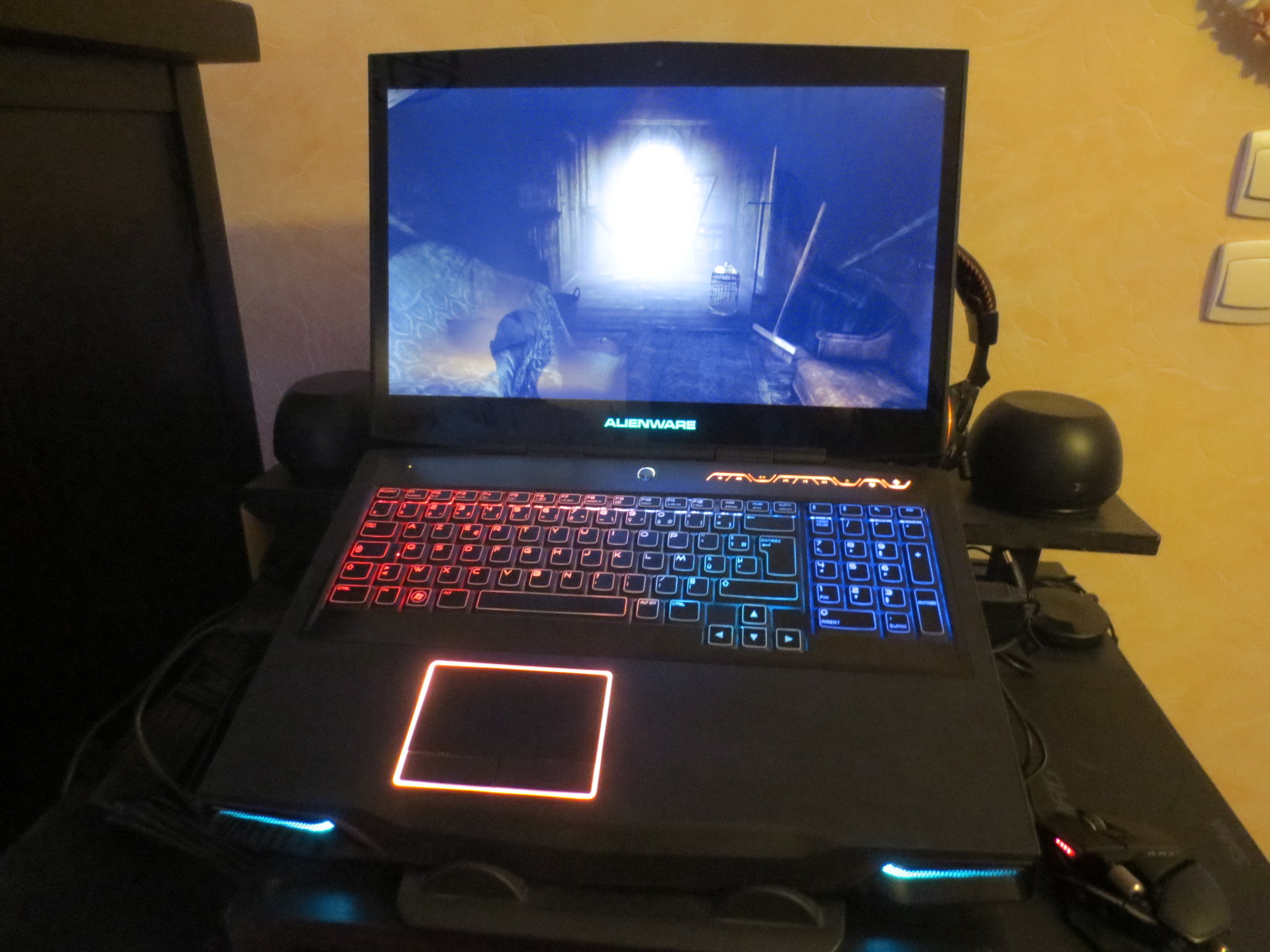
에일리언웨어 게이밍 랩톱 (백라이트 키보드 및 터치패드 포함)

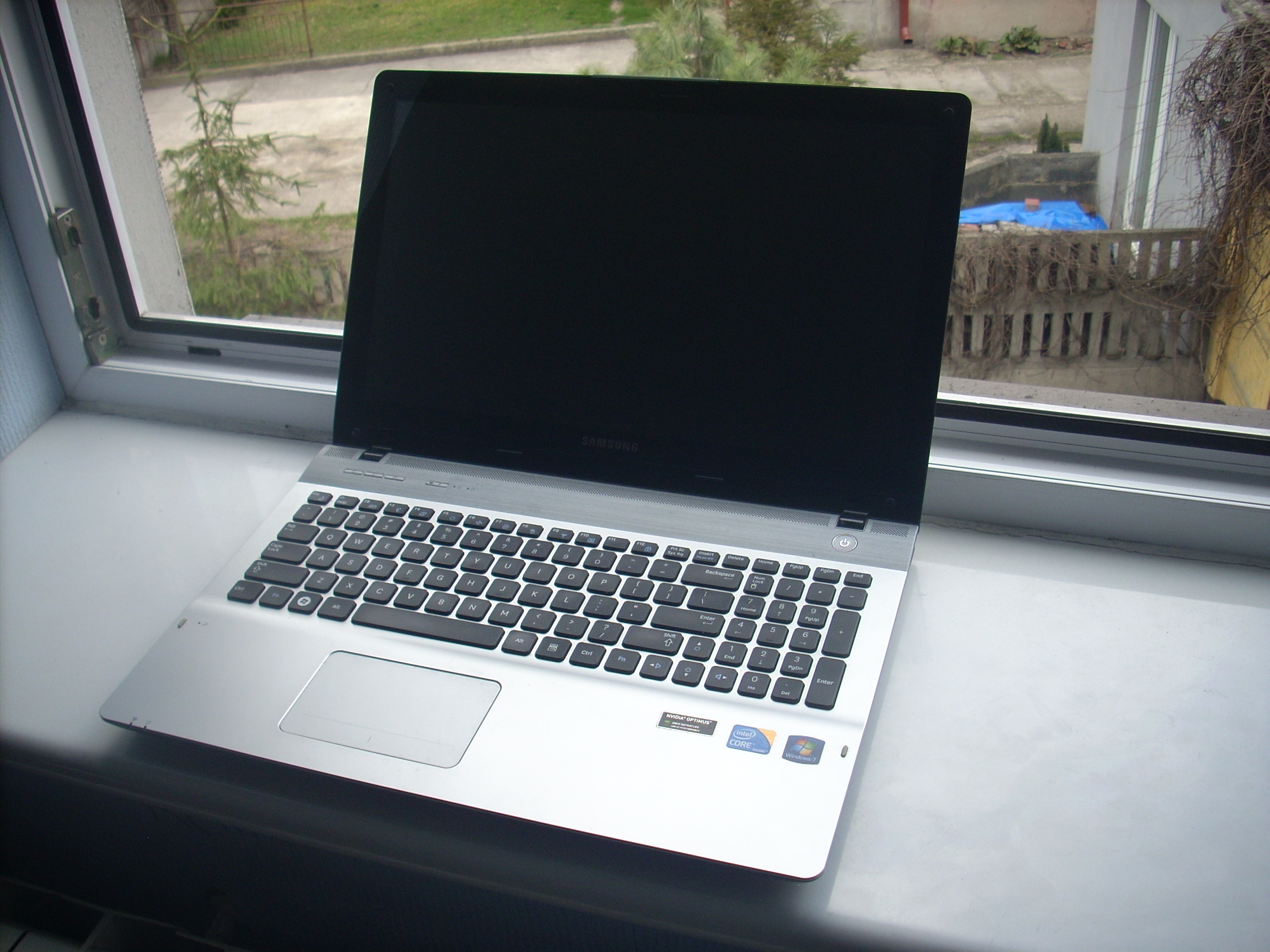
삼성 센스 랩톱

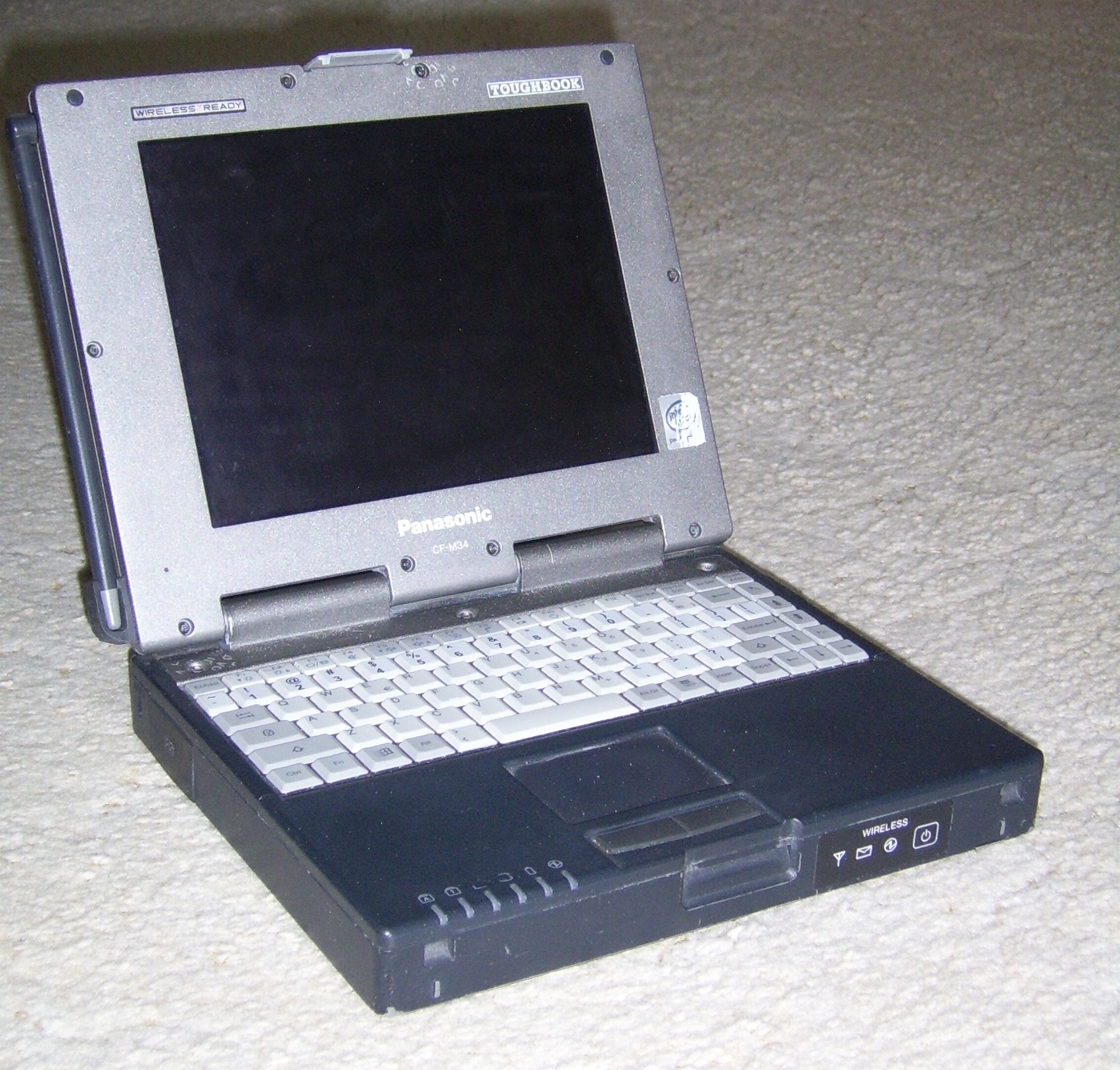
파나소닉 터프북 CF-M34, 견고한 랩톱/서브노트북

1970년대 휴대용 컴퓨터가 도입된 이래로 형태가 크게 변화하여 시각적 및 기술적으로 다양한 하위 분류가 생겨났다. 특정 용어(특히 울트라북)에 대한 명확한 법적 상표권을 제외하고는 이러한 분류 간의 명확한 구분이 드물었으며, 그 사용법은 시간과 출처에 따라 달랐다. 2010년대 후반부터는 더 구체적인 용어의 사용이 줄어들었으며, 크기는 주로 화면 크기로 구분된다.

### 더 작고 더 큰 랩톱
과거에는 더 작거나 더 큰 랩톱 컴퓨터를 구분하는 여러 가지 마케팅 범주가 있었다. 여기에는 "노트북" 및 "서브노트북" 모델, 저가형 "넷북", 그리고 스마트폰 및 휴대용 태블릿 컴퓨터와 같은 장치와 크기 등급이 겹치는 "울트라 모바일 PC", 그리고 더 강력한 중앙 처리 장치 또는 그래픽 처리 장치를 작동하기 위해 일반적인 랩톱보다 눈에 띄게 크고 무거운 "데스크톱 대체 컴퓨터"가 포함되었다. 이러한 용어들은 주류 랩톱의 크기가 줄어들고 기능이 향상됨에 따라 사용이 줄어들었다. 틈새 모델을 제외하고는 랩톱 크기는 화면 크기로 구분되며, 더 강력한 모델의 경우 "게이밍 랩톱" 또는 전문 용도의 "모바일 워크스테이션"과 같이 기기가 의도하는 특정 용도로 구분된다.

### 컨버터블, 하이브리드, 2-in-1
휴대용 컴퓨터 산업에서 융합기술의 최신 경향은 이전에 분리되어 있던 여러 장치 유형의 기능을 결합한 광범위한 장치를 탄생시켰다. 하이브리드, 컨버터블, 2-in-1은 태블릿과 랩톱의 특징을 모두 공유하는 크로스오버 장치로 등장했다. 이러한 모든 장치에는 멀티터치 제스처 또는 스타일러스/디지털 펜을 사용하여 태블릿 모드에서 작업할 수 있도록 설계된 터치스크린 디스플레이가 있다.
컨버터블은 하드웨어 키보드를 숨길 수 있는 장치이다. 이러한 장치의 키보드는 섀시 뒤로 뒤집거나, 회전시키거나, 밀어 넣을 수 있으므로 랩톱에서 태블릿으로 변형된다. 하이브리드는 키보드 분리 메커니즘을 가지고 있으며, 이 기능 때문에 모든 핵심 부품이 디스플레이가 있는 부분에 위치한다. 2-in-1은 하이브리드 또는 컨버터블 형태를 가질 수 있으며, 종종 2-in-1 분리형 및 2-in-1 컨버터블이라고 불리지만, 윈도우 10과 같은 데스크톱 운영체제를 실행할 수 있다는 점에서 구별된다. 2-in-1은 종종 랩톱 대체 태블릿으로 판매된다. 이러한 모든 구분과 마찬가지로, 이들은 기술적 구분이라기보다는 마케팅 용어이며, 공급업체는 특정 유형의 장치에 단일 이름을 일관되게 사용하지 않는다.
2-in-1은 종종 10 밀리미터 (0.39 in) 정도의 매우 얇고 가벼운 장치이며 배터리 수명이 길다. 2-in-1은 X86 아키텍처 중앙 처리 장치(일반적으로 저전압 또는 초저전압 모델)인 Core i5와 같은 CPU를 탑재하고, 윈도우 10과 같은 모든 기능을 갖춘 데스크톱 운영체제를 실행하며, USB 3 및 미니 디스플레이포트와 같은 일반적인 랩톱 입출력 포트를 여러 개 가지고 있다는 점에서 주류 태블릿과 구별된다.
2-in-1은 미디어 소비 장치뿐만 아니라 어도비 포토샵과 같은 데스크톱 응용 프로그램을 실행할 수 있는 능력 때문에 유효한 데스크톱 또는 랩톱 대체품으로 사용되도록 설계되었다. 현대의 2-in-1에는 마우스, 키보드, 여러 외부 디스플레이와 같은 여러 주변기기를 연결할 수 있다.
마이크로소프트 서피스 프로 시리즈 장치와 서피스 북은 현대적인 2-in-1 분리형의 예이며, 레노버 요가 시리즈 컴퓨터는 2-in-1 컨버터블의 한 형태이다. 구형 서피스 RT와 서피스 2는 서피스 프로와 동일한 섀시 디자인을 가지고 있지만, ARM 프로세서와 윈도우 RT를 사용하기 때문에 2-in-1이 아닌 하이브리드 태블릿으로 분류된다.
"키보드가 있는 태블릿"과 2-in-1 랩톱의 구분은 일반적으로 운영체제에 따라 달라진다. 안드로이드 또는 IOS와 같은 모바일 운영체제를 실행하면 일반적으로 태블릿으로 판매되며, 윈도우 또는 MacOS와 같은 범용 운영체제를 실행하면 일반적으로 랩톱으로 판매된다.

### 견고한 랩톱
견고한 랩톱은 강한 진동, 극한 온도, 습하거나 먼지가 많은 환경과 같은 가혹한 사용 조건에서도 안정적으로 작동하도록 설계되었다. 견고한 랩톱은 일반 랩톱보다 부피가 크고 무거우며 훨씬 비싸기 때문에, 일반 소비자 용도로는 거의 볼 수 없다.

## 하드웨어

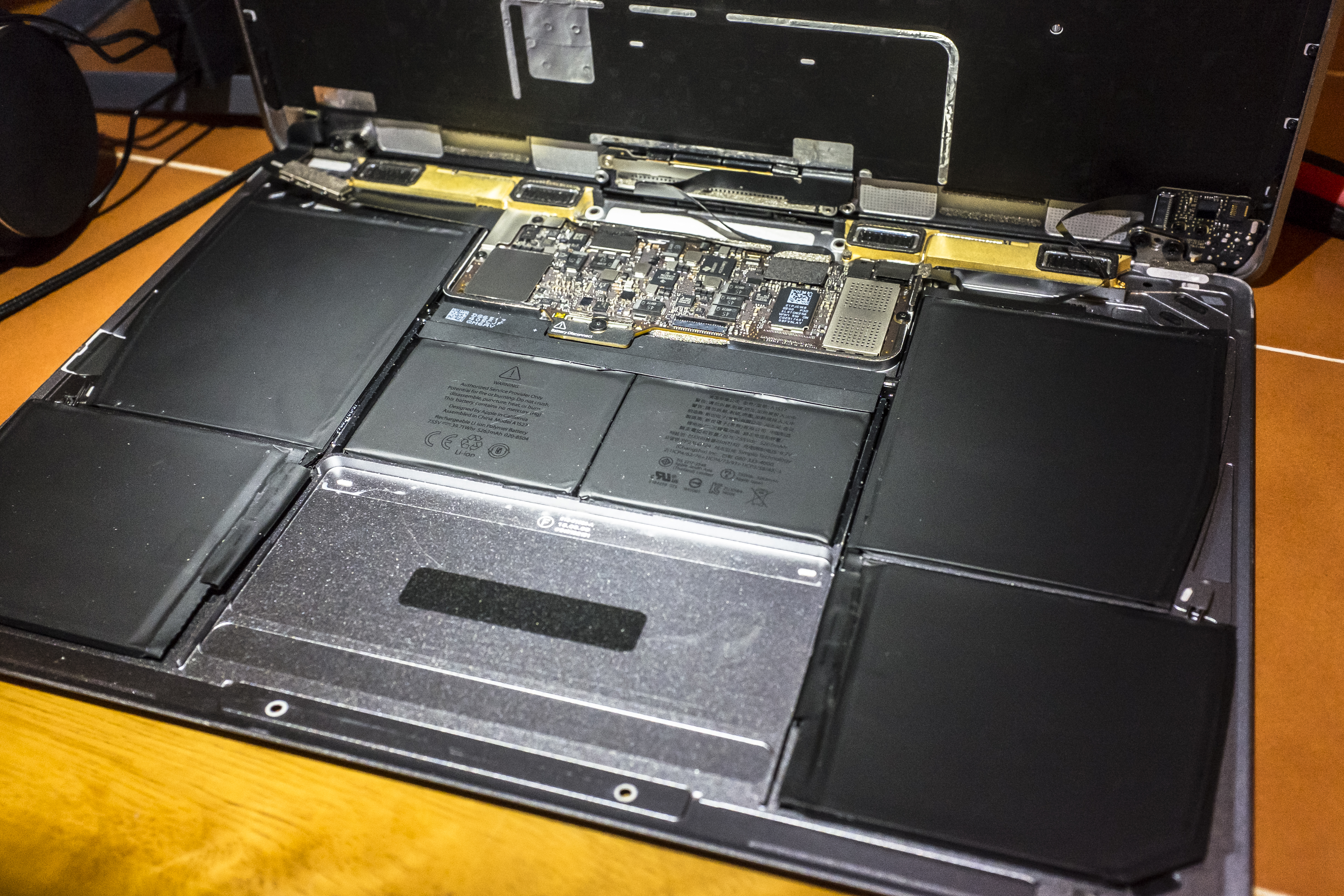
맥북 (레티나) 랩톱 내부 모습

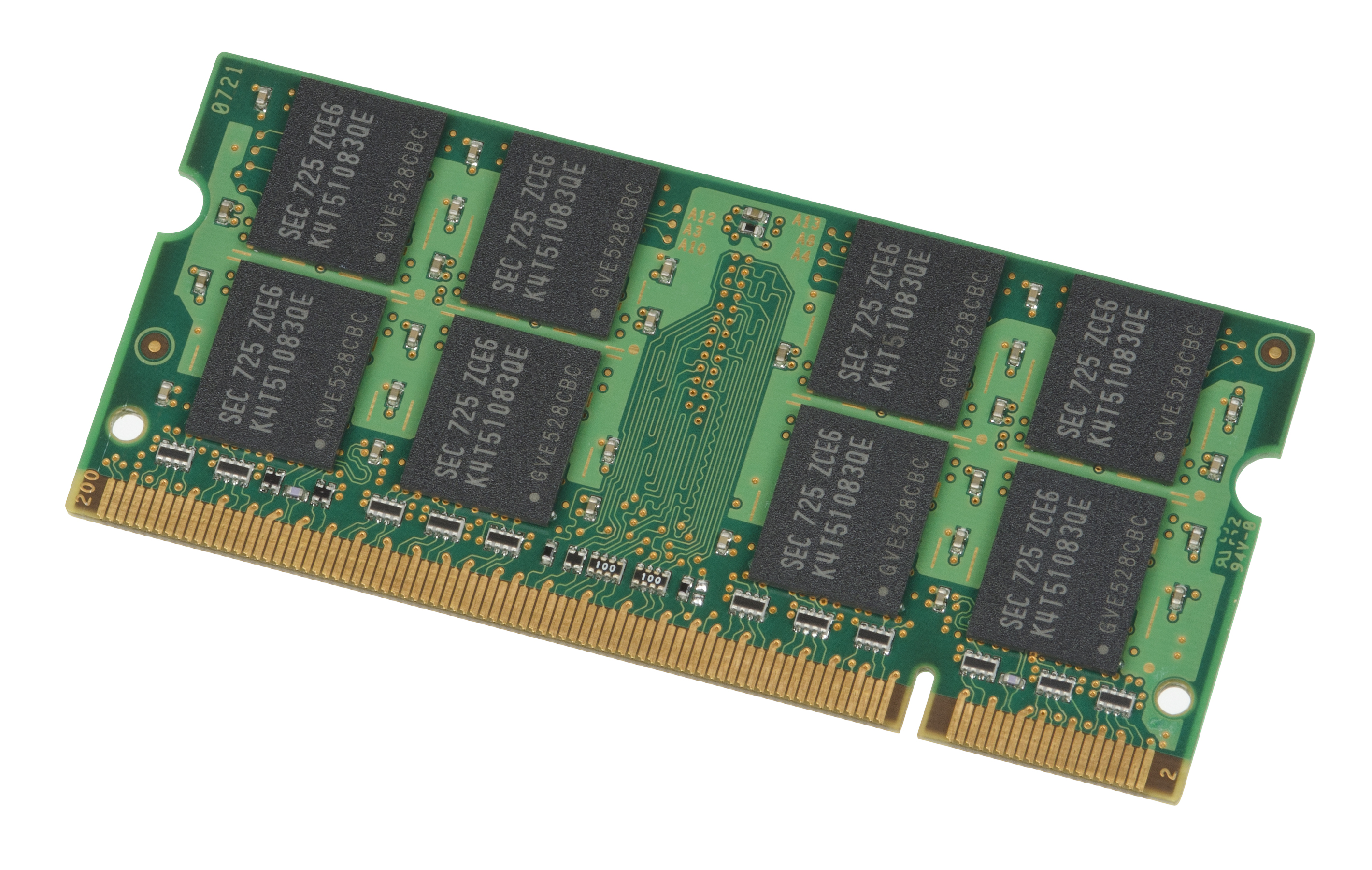
SO-DIMM 메모리 모듈

랩톱의 기본 부품은 데스크톱 컴퓨터와 동일하게 작동한다. 전통적으로 이들은 소형화되어 모바일 사용에 적합하게 조정되었다. 랩톱의 전력, 크기 및 냉각에 대한 설계 제약은 데스크톱 부품에 비해 랩톱 부품의 최대 성능을 제한하지만, 그 차이는 점차 좁혀지고 있다.
일반적으로 랩톱 부품은 최종 사용자가 교체하거나 업그레이드할 수 있도록 의도되지 않았다. 과거에는 배터리와 광학 드라이브가 일반적으로 교체 가능했다. 과거에는 많은 랩톱이 소켓형 프로세서를 특징으로 했지만, 2025년 현재 거의 모든 랩톱은 마더보드에 납땜된 프로세서를 사용한다. 많은 랩톱에는 마더보드에 납땜되어 쉽게 교체할 수 없는 RAM이 함께 제공된다.
이러한 제약은 랩톱과 데스크톱 컴퓨터의 주요 차이점 중 하나이다. 데스크톱 컴퓨터에 사용되는 대형 "타워" 케이스는 새로운 메인보드, 하드 디스크, 사운드 카드, RAM 및 기타 부품을 추가할 수 있도록 설계되었기 때문이다. 메모리와 저장 장치는 종종 약간의 분해를 통해 업그레이드할 수 있지만, 가장 소형화된 랩톱의 경우 업그레이드할 수 있는 부품이 전혀 없을 수도 있다.
다음 섹션에서는 데스크톱 개인용 컴퓨터 부품과 비교하여 랩톱 부품의 차이점과 특징을 요약한다.

### 디스플레이
일반적인 랩톱은 펼쳤을 때 사용자에게 수직인 클램셸 형태의 화면을 가지고 있다. 분리형 기기는 일반적으로 킥스탠드를 사용하여 똑바로 서 있다.

#### 화면 기술
랩톱 화면은 대부분 액정 디스플레이(LCD) 기술을 사용하지만, 일부 모델에서는 유기 발광 다이오드 패널도 사용되었다. 디스플레이는 저전압 차분 신호(LVDS) 30핀 또는 40핀 커넥터를 통해 내장 디스플레이포트 프로토콜을 사용하여 메인보드와 인터페이스한다. 이전 랩톱은 FPD-링크 표준을 사용한다. 패널은 주로 AU 옵트로닉스, BOE 테크놀로지, LG디스플레이 또는 삼성디스플레이에서 제조된다.

#### 표면 마감
외부적으로는 유광 또는 무광(눈부심 방지) 화면일 수 있다.

#### 크기
과거에는 다양한 크기의 랩톱을 구분하기 위한 더 넓은 범위의 마케팅 용어(공식 및 비공식)가 있었다. 여기에는 넷북, 서브노트북, 울트라 모바일 PC, 그리고 데스크톱 대체 컴퓨터가 포함되었다. 이들은 비공식적으로 여전히 사용되기도 하지만, 제조업체의 마케팅에서는 일반적으로 더 이상 사용되지 않는다.
2021년 기준 주류 소비자 랩톱은 11인치, 13인치, 14인치, 15인치 또는 16인치 화면으로 출시되는 경향이 있다. 더 크거나 작은 모델도 있지만 덜 일반적이다. 최소 또는 최대 크기에 대한 명확한 구분선은 없다. 휴대할 수 있을 만큼 작은 기기(6~8인치 범위의 화면)는 매우 작은 랩톱 또는 "핸드헬드 PC"로 판매될 수 있으며, 가장 큰 랩톱과 "올인원" 데스크톱의 차이는 이동을 위해 접히는지 여부이다.

#### 해상도
해상도가 높은 디스플레이는 화면에 더 많은 항목을 한 번에 표시할 수 있어 사용자의 멀티태스킹 능력을 향상시키지만, 작은 화면에서 높은 해상도는 사용 가능한 영역을 늘리기보다는 더 선명한 그래픽과 텍스트를 표시하는 데만 사용될 수도 있다. 2012년 레티나 디스플레이가 탑재된 맥북 프로가 출시된 이후 "HiDPI"(또는 높은 화소 밀도) 디스플레이의 가용성이 증가했다. 2025년 기준 이는 일반적으로 너비가 1920픽셀보다 높은 모든 것을 의미한다. PC 랩톱에서는 가장 일반적으로 4K(3840픽셀 너비) 해상도이지만, QHD(2560픽셀 너비) 해상도도 일반적인 옵션이며, 비표준 디스플레이 해상도가 더 자주 나타나고 있다.
외부 디스플레이는 대부분의 랩톱에 연결할 수 있으며, 대부분의 모델이 최소 하나 이상의 연결을 지원한다. USB4 (대체 모드 파트너 사양 섹션)와 같은 기술을 사용한다. 디스플레이포트 대체 모드는 하나의 USB-C 케이블을 통해 랩톱을 충전하고 디스플레이 출력을 제공하는 데 활용되었다.

#### 화면 재생률
대부분의 랩톱 디스플레이는 최대 화면 재생 빈도가 60Hz이다. 2011년에 출시된 델 M17x와 삼성 700G7A는 120Hz 주사율을 특징으로 하는 최초의 랩톱 중 하나였으며, 그 이후로 더 많은 랩톱이 등장했다. 높은 화면 재생률은 게임용으로 판매되는 랩톱의 특징이다.

### 중앙 처리 장치(CPU)
랩톱 중앙 처리 장치는 전력 절약 기능이 발전했으며 데스크톱용 프로세서보다 발열이 적다. 프로세서 코어 수는 시간이 지남에 따라 일반적으로 증가했으며, 2025년 현재 주류 랩톱은 최소 6코어에서 최대 16코어를 가질 수 있으며, 하이엔드 워크스테이션 랩톱은 최대 24코어를 가질 수 있고, 일부 저가형 또는 울트라포터블 모델은 여전히 4코어로 제공된다. 많은 경우, 이는 전력 최적화 및 성능 최적화 프로세서 코어의 혼합을 포함한다.
저렴한 가격과 주류 성능 측면에서 랩톱과 데스크톱 CPU 간에 더 이상 큰 성능 차이는 없지만, 하이엔드에서는 가장 빠른 데스크톱 CPU가 여전히 가장 빠른 랩톱 프로세서보다 훨씬 뛰어난 성능을 발휘하며, 훨씬 더 높은 전력 소비와 발열을 감수해야 한다. 랩톱 프로세서는 최대 전력 소비와 연속 전력 소비 범위가 매우 넓은 경향이 있다. 일반적으로 주류 랩톱의 연속 전력은 15~20와트, 고성능 모델은 45~60와트이지만, 이들은 단기간에 훨씬 더 높은 전력을 소모할 수 있다. 반면 데스크톱 프로세서는 65와트 연속 정격으로 시작하며, 100~120와트 범위의 고성능 모델이 매우 일반적이며, 일부 특수 "하이엔드 데스크톱" 및 워크스테이션 모델은 300와트를 초과하기도 한다.
다양한 랩톱용 CPU가 출시되어 왔으며, 2025년 현재 시장은 주로 X86 및 ARM 아키텍처 아키텍처로 구성되어 있다. 주요 제조업체로는 인텔, AMD, 애플, 퀄컴 등이 있다. 과거에는 파워PC 아키텍처도 애플 랩톱(아이북 및 파워북)에서 흔히 사용되었다. 2000년경부터 2014년까지 대부분의 풀사이즈 랩톱은 소켓형, 교체 가능한 CPU를 사용했지만, 더 얇은 모델에서는 CPU가 마더보드에 납땜되어 마더보드 교체 없이는 교체 또는 업그레이드가 불가능했다. 2015년부터 인텔은 교체 가능한 핀이 있는 새로운 랩톱 CPU 모델을 제공하지 않고, 납땜해야 하는 볼 그리드 배열 칩 패키지를 선호하며, 2025년 현재 모든 프로세서 라인의 주류 랩톱에서 이러한 경향이 나타난다.
과거에는 일부 랩톱이 랩톱 버전 대신 데스크톱 프로세서를 사용했는데, 이는 훨씬 더 큰 무게, 발열, 제한된 배터리 수명을 대가로 더 높은 성능을 제공했다. 2010년경부터 이러한 관행은 소량의 게이밍 모델로 제한되었다. 랩톱 CPU는 오버클럭이 거의 불가능하다.

### 그래픽 처리 장치(GPU)
대부분의 랩톱에서 GPU는 전력과 공간을 절약하기 위해 CPU에 통합되어 있다. 이는 2010년 코어 i 시리즈 모바일 프로세서와 함께 인텔에 의해 도입되었고, 2011년 1월에는 유사한 AMD APU 프로세서가 그 뒤를 이었다.
게이밍이나 전문적인 3D 작업을 위한 고급 랩톱은 메인보드에 전용 그래픽 프로세서가 있거나 내부 확장 카드 형태로 제공되는 경향이 있다. 2011년 이후로는 거의 항상 전환 가능한 그래픽을 사용하여 고성능 전용 그래픽 프로세서에 대한 수요가 없을 때에는 더 전력 효율적인 통합 그래픽 프로세서가 사용된다. 엔비디아 옵티머스와 AMD 하이브리드 그래픽스는 이러한 종류의 전환 가능한 그래픽 시스템의 예이다. 그 전에는 저가형 기기는 시스템 칩셋에 통합된 그래픽 프로세서를 사용하는 경향이 있었고, 고가형 기기는 별도의 그래픽 프로세서를 가지고 있었다.
과거에는 별도의 그래픽 프로세서가 없는 랩톱은 게임 및 3D 그래픽을 포함하는 전문 애플리케이션에서 유용성이 제한되었지만, 2010년대 중반부터 CPU 통합 그래픽의 기능이 전용 그래픽 프로세서의 저가형 모델과 수렴되었다. 온보드 그래픽 기능이 제한적이지만 충분한 입출력 처리량을 가진 랩톱의 경우, 외장 GPU(eGPU)는 물리적 공간 및 휴대성을 희생하여 추가 그래픽 성능을 제공할 수 있다.
전통적으로 랩톱(및 데스크톱 컴퓨터)의 시스템 RAM은 GPU에서 사용하는 그래픽 메모리와 물리적으로 분리되어 있었다. 애플의 M 시리즈 시스템 온 칩은 시스템과 GPU 모두에 대해 통합된 메모리 풀을 특징으로 한다. 이 접근 방식은 일부 애플리케이션에서 상당한 효율성 향상을 가져올 수 있지만, 다른 애플리케이션에서는 최대 그래픽 성능을 제한할 수도 있다.

### 메모리
2025년 현재, 랩톱이 탈착식 메모리를 사용하느냐 마더보드에 납땜된 메모리를 사용하느냐는 매우 다양하다. 탈착식인 경우, 대부분의 랩톱은 RAM이 장착되는 SO-DIMM 슬롯을 사용한다. 새로운 폼 팩터인 CAMM 모듈은 크기와 타이밍 제한을 해결할 예정이다. 2000년 이전에는 대부분의 랩톱이 메모리 업그레이드가 가능한 경우 독점 메모리 모듈을 사용했다.
2010년대 초반, 2011년 삼성 700G7A와 같은 고급 랩톱은 10GB RAM 장벽을 넘어 16GB RAM을 특징으로 했다.
업그레이드 가능한 경우, 메모리 슬롯은 업그레이드의 용이성을 위해 랩톱 하단에서 접근할 수 있도록 되어 있는 경우가 있지만, 다른 경우에는 접근하려면 상당한 분해가 필요하다. 대부분의 랩톱에는 두 개의 메모리 슬롯이 있지만, 비용 절감 또는 일부 메모리가 납땜되어 있기 때문에 하나만 있는 경우도 있다. 과거에는 일부 고급 엔지니어링 워크스테이션 및 게이밍 랩톱에 4개의 슬롯이 있었지만, 2025년에는 엔지니어링 워크스테이션이 단일 CAMM 슬롯으로 수렴됨에 따라 이는 극히 드물다.
2025년 기준 16GB RAM이 가장 일반적이며, 저가형 모델은 가끔 8GB를 가지며, 4GB 구성은 거의 알려지지 않았다. 고급 랩톱은 64GB 이상의 RAM을 가질 수도 있다.

### 내부 저장 장치
2025년 현재, 거의 모든 랩톱은 NVME 솔리드 스테이트 드라이브를 저장 장치로 사용하며, 대부분 MacOS가 아닌 랩톱의 경우 하나 이상의 M.2 슬롯에 장착된다. 맥은 2018년부터 일관되게 납땜된 NVME 저장 장치(메인보드에 통합됨)를 사용해 왔으며, 분리 불가능한 SSD는 다른 제조업체의 랩톱에서도 드물지만 알려지지 않은 것은 아니다.
초기 랩톱은 대부분 저장 장치로 플로피 디스크를 사용했지만, 일부는 RAM 디스크 또는 테이프를 사용했다. 1980년대 후반에는 하드 디스크 드라이브가 표준 저장 장치 형태가 되었다.
1990년에서 2009년 사이, 거의 모든 랩톱은 일반적으로 저장 장치로 하드 디스크 드라이브(HDD)를 사용했다. 그 이후로는 솔리드 스테이트 드라이브(SSD)가 거의 모든 경우에 하드 드라이브를 점차 대체하게 되었다. 솔리드 스테이트 드라이브는 더 빠르고 전력 효율적이며, 움직이는/기계 부품이 없기 때문에 랩톱의 물리적 충격으로 인한 손상 또는 데이터 손상 위험을 없애준다. 많은 경우, 더 작고 컴팩트하다. 초기에는 2000년대 후반에 SSD가 HDD보다 훨씬 비쌌지만, 2010년대 후반에 소형 드라이브의 가격이 수렴되었고, 2025년 현재 HDD는 새로운 랩톱에서는 거의 사라졌다. 비록 매우 큰 용량의 드라이브는 데스크톱과 외부 사용에서 여전히 흔하다.
1990년경부터 하드 드라이브가 있는 경우 일반적으로 2.5인치 드라이브였다. 일부 매우 컴팩트한 랩톱은 1.8인치 HDD를 지원했으며, 극히 소수의 랩톱은 1인치 마이크로드라이브를 사용했다. 2008년경 초기 도입부터 2010년대 중반까지 대부분의 SSD는 랩톱 하드 드라이브와 크기/모양이 일치했지만, 2014년경부터 더 작은 mSATA 또는 M.2 카드로 점차 대체되었다. 새로운 고속 NVM 익스프레스 표준과 호환되는 랩톱용 SSD는 카드 형태로만 제공된다.
2025년 기준 2.5인치 드라이브를 위한 공간이 있는 랩톱은 거의 없으며, M.2 카드만 사용할 수 있다. 맥과 몇몇 울트라포터블 비맥 랩톱은 저장 장치가 메인보드에 납땜되어 있다. 가능한 경우, 일반적으로 단일 2.5인치 드라이브를 장착할 수 있었으며, 과거에는 일부 대형 랩톱이 두 개의 드라이브를 장착할 수 있었다.
하드 디스크 드라이브#외장 하드 디스크 드라이브 또는 RAID 기술을 지원하는 네트워크 결합 스토리지 데이터 저장 서버는 USB, 파이어와이어, eSATA 또는 선더볼트와 같은 인터페이스를 통해 또는 유선 또는 무선 네트워크를 통해 거의 모든 랩톱에 연결하여 데이터 저장 공간을 더욱 늘릴 수 있다. 랩톱에는 SD 또는 마이크로SD 카드 슬롯이 포함될 수도 있다. 이를 통해 사용자는 SD 카드에서 랩톱으로 디지털 사진을 다운로드하여 SD 카드의 내용을 삭제하여 새 사진을 찍을 공간을 확보할 수 있다.

### 탈착식 미디어 드라이브
CD-ROM, 콤팩트 디스크(CD), DVD, 그리고 경우에 따라 블루레이 디스크(BD)를 재생할 수 있는 광학 디스크 드라이브는 1990년대 중반부터 2010년대 초반까지 풀 사이즈 모델에서 거의 보편적이었다. 2025년 기준 드라이브는 새로운 랩톱에서는 거의 볼 수 없으며, 필요할 경우 USB를 통해 연결할 수 있다.

### 스피커
랩톱은 일반적으로 내장 스피커와 내장 마이크를 가지고 있다. 그러나 통합 스피커는 공간 절약을 위해 작고 음질이 제한적일 수 있다.

### 입력

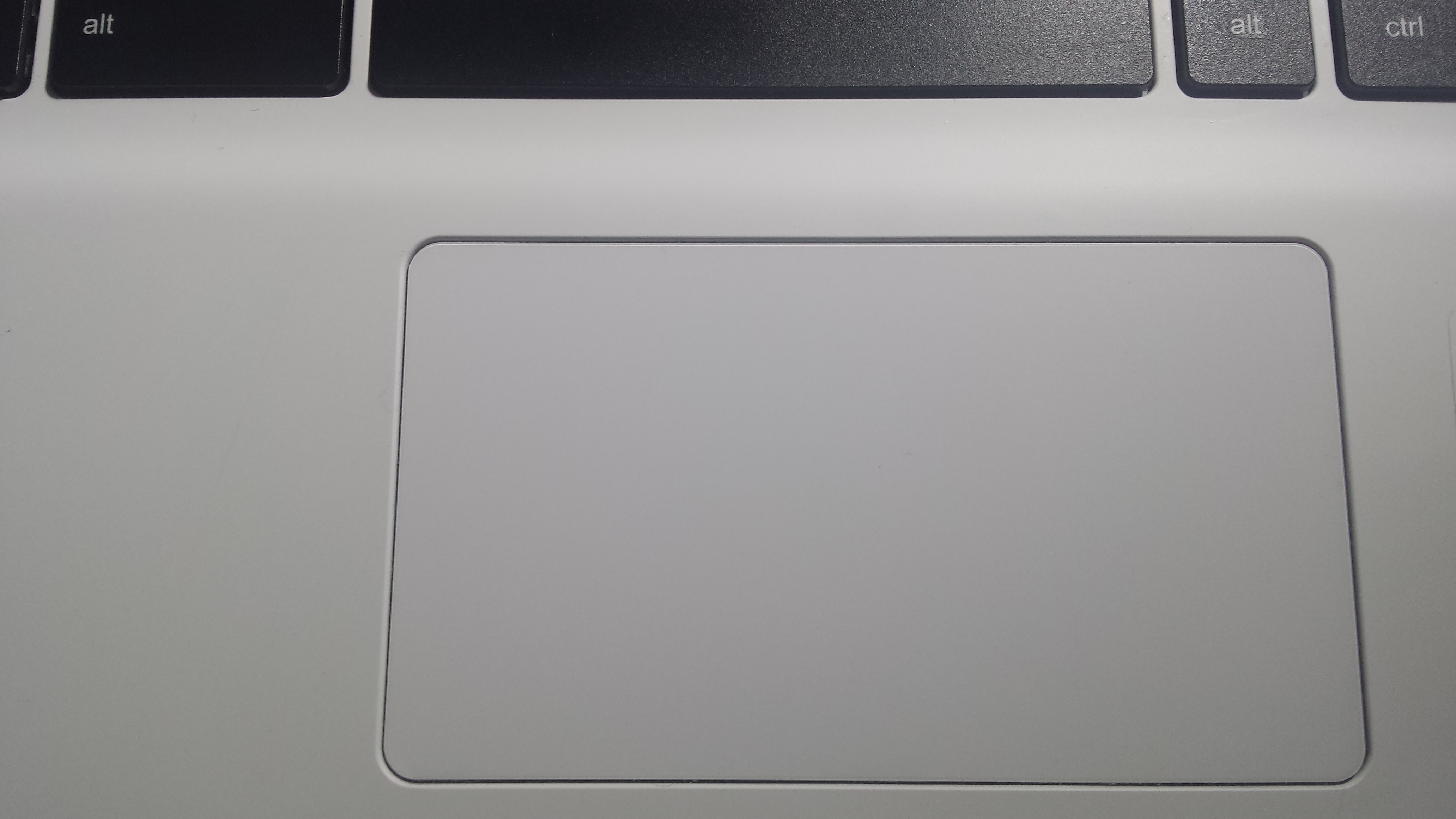
에이서 랩톱의 터치패드 확대 사진. 버튼과 터치 감응 표면이 공유된다.

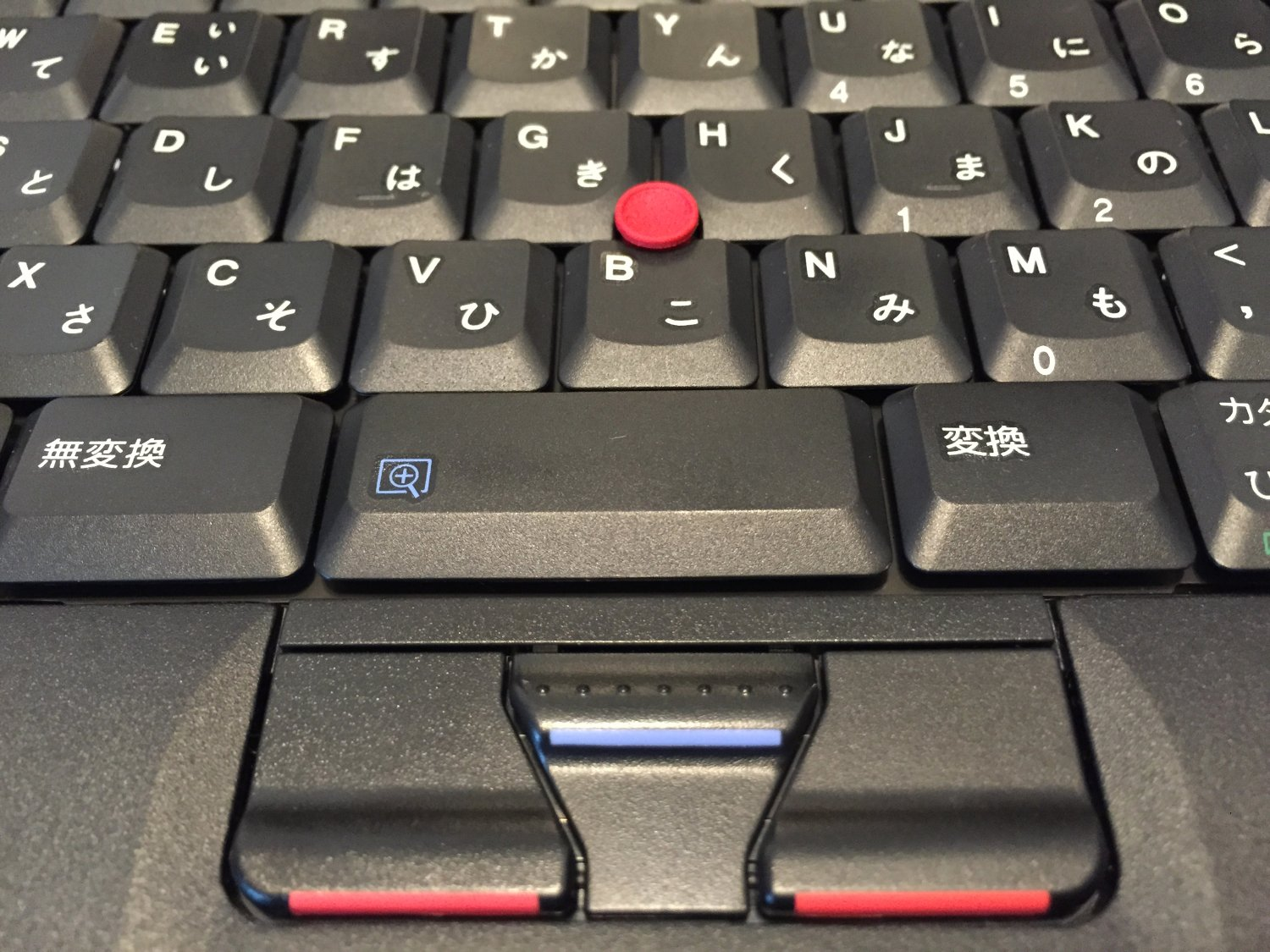
씽크패드 랩톱의 트랙포인트 커서와 울트라내브 버튼 확대 사진.

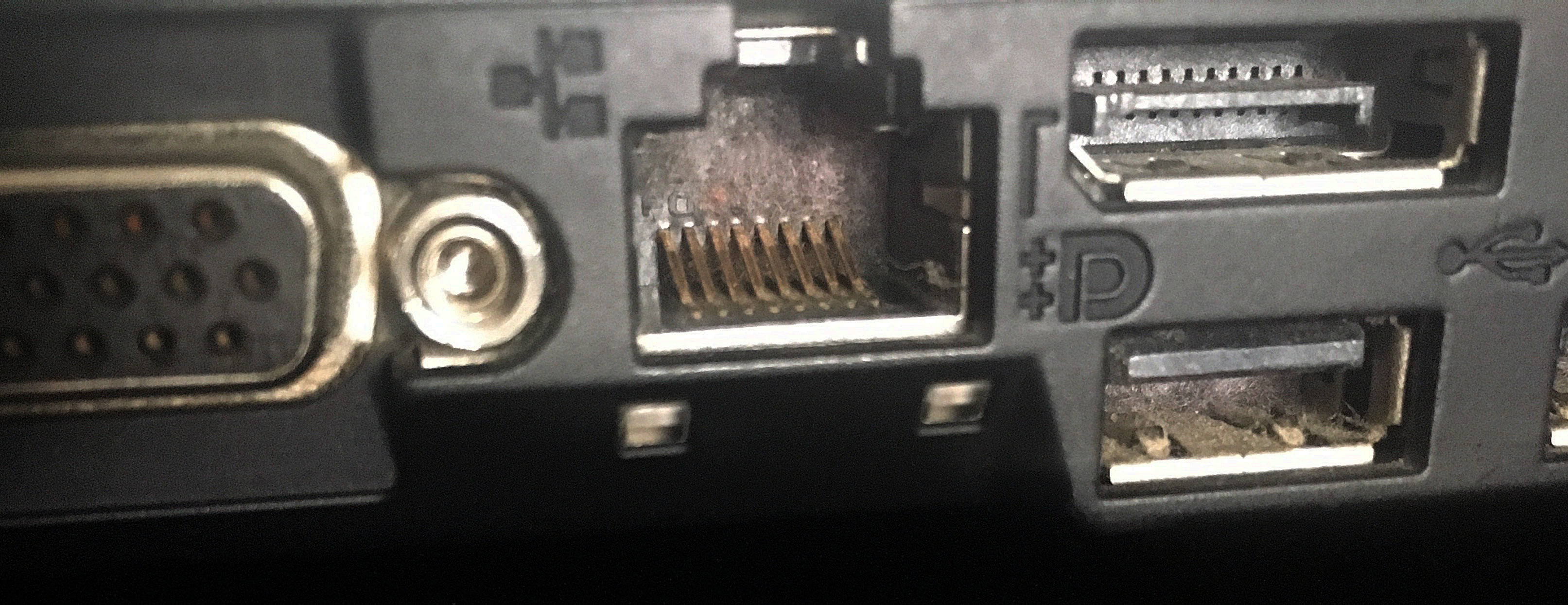
씽크패드 랩톱의 인터페이스 (2011년): 이더넷 네트워크 포트 (중앙), VGA (왼쪽), 디스플레이포트 (오른쪽 상단), USB 2.0 (오른쪽 하단). 매우 얇은 랩톱의 추세와 와이파이의 광범위한 사용으로 인해, 비교적 높았던 이더넷 소켓은 오늘날 장치에서 더 이상 필수적이지 않으며, 기술적으로 구식인 VGA도 마찬가지이다.

문자, 데이터 및 기타 명령(예: 기능 키)을 입력하는 데 영숫자 키보드가 사용된다. 터치패드(트랙패드라고도 함), 포인팅 스틱 또는 둘 다 화면에서 커서의 위치를 제어하는 데 사용되며, 통합 키보드는 타이핑에 사용된다. 일부 터치패드는 터치 표면과 분리된 버튼을 가지고 있는 반면, 다른 터치패드는 표면을 공유한다. 빠른 이중 탭은 일반적으로 클릭으로 등록되며, 운영체제는 다중 손가락 터치 제스처를 인식할 수 있다.
외부 키보드와 마우스는 USB 포트 또는 블루투스와 같은 무선 기술을 통해 연결할 수 있다. 일부 랩톱에는 옵션 또는 표준으로 제공되는 멀티터치 터치스크린 디스플레이가 있다. 대부분의 랩톱에는 웹캠과 마이크로폰이 있어 웹 회의 또는 화상통화 소프트웨어를 통해 움직이는 이미지와 소리로 다른 사람들과 통신할 수 있다.
랩톱은 일반적으로 USB 포트와 헤드폰/마이크 콤보 잭을 가지고 있어 헤드폰, 콤보 헤드셋 또는 외부 마이크와 함께 사용할 수 있다. 많은 랩톱에는 디지털 카메라 SD 카드를 읽기 위한 카드 리더가 있다.

### 입출력(I/O) 포트
일반적인 랩톱에는 여러 개의 USB 포트가 있으며, USB-C 대신 구형 USB 커넥터만 사용하는 경우 일반적으로 외부 모니터 포트(2025년 현재 거의 항상 HDMI)가 있다. (하나의 통합 소켓에) 아날로그 오디오 입/출력 포트가 흔하다.
애플은 2015년 버전 맥북에서 여러 입출력 포트에서 단일 USB-C 포트로 전환했다. 이 포트는 충전 및 다양한 장치를 애프터마켓 어댑터를 통해 연결하는 데 사용할 수 있다. 애플은 이후 다시 여러 포트를 사용하는 방향으로 전환했다.
2000년대 후반까지 흔했지만, 이더넷 네트워크 포트는 현대 소비자 랩톱에서는 드물다. 비즈니스 모델에서는 더 흔하다.
고급 시스템에는 일반적으로 USB-C 포트로도 작동하는 선더볼트 포트가 포함된다.

### 확장 카드
2025년 현재, 확장 카드를 지원하는 랩톱은 극히 드물며, 확장의 주요 수단은 USB-C 또는 썬더볼트를 통한 것이다.
과거에는 PC 카드(이전 PCMCIA) 또는 익스프레스카드 슬롯이 랩톱에 자주 존재하여 랩톱이 켜져 있는 상태에서도 기능을 추가하고 제거할 수 있었다. 이러한 것들은 USB 3.0의 도입 이후 점차 드물어지고 있다. 이더넷, Wi-Fi 또는 무선 셀룰러 모뎀과 같은 일부 내부 서브시스템은 교체 가능한 내부 확장 카드로 구현될 수 있으며, 일반적으로 랩톱 하단의 접근 커버 아래에서 접근할 수 있다. 이러한 카드의 표준은 PCI 익스프레스이며, 미니 및 더 작은 M.2 크기로 제공된다. 최신 랩톱에서는 마이크로 SATA(mSATA) 기능이 PCI 익스프레스 미니 또는 M.2 카드 슬롯에 함께 제공되어 해당 슬롯을 SATA 기반 솔리드 스테이트 드라이브에 사용할 수 있는 경우가 흔하다.
모바일 PCI 익스프레스 모듈(MXM)은 그래픽 카드에 사용되는 확장 카드 유형이다.

### 배터리 및 전원 공급 장치

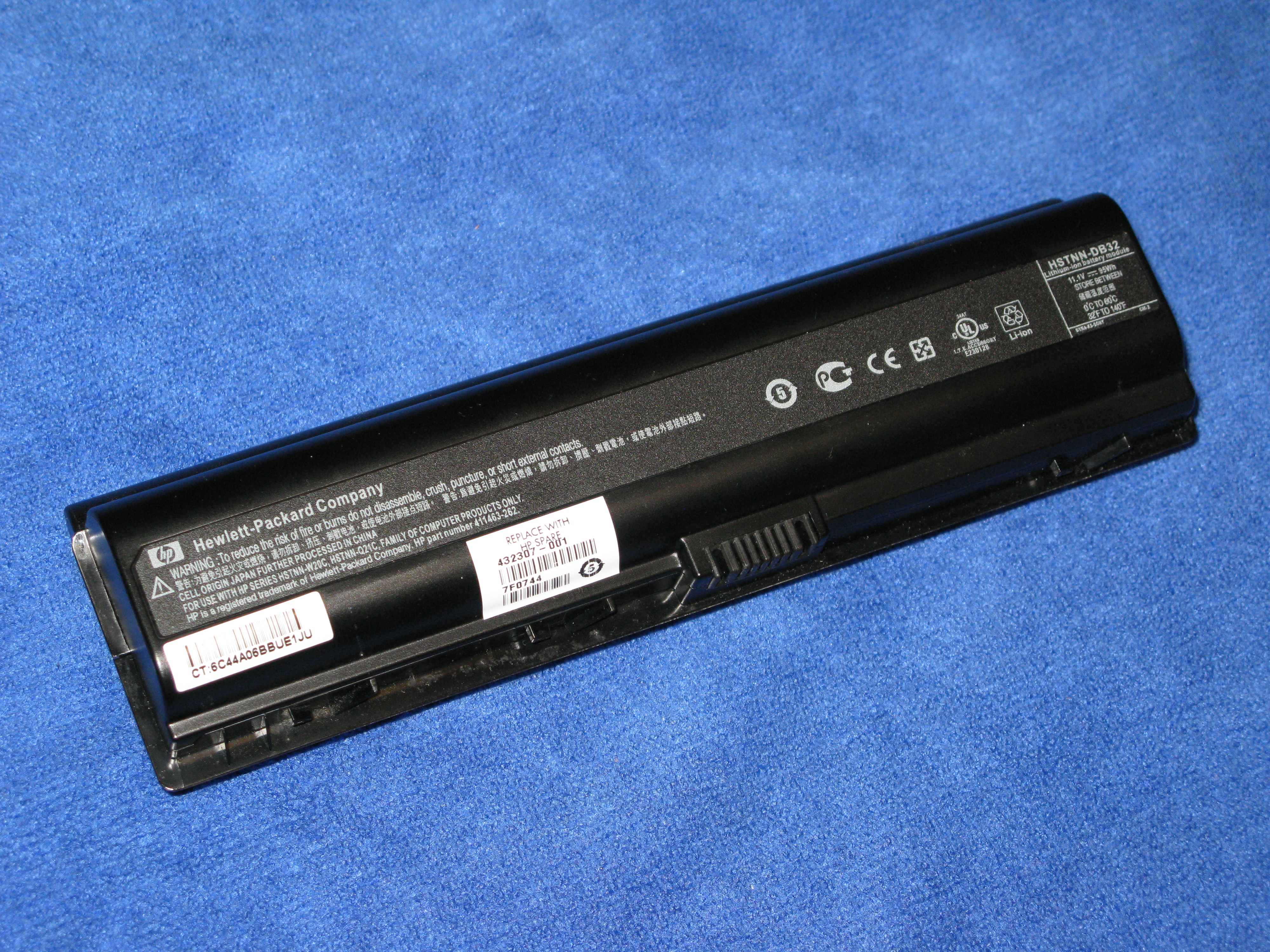
1990년대 후반에 사용된 스마트 배터리

1990년대 후반부터 랩톱은 일반적으로 리튬 이온 또는 리튬 폴리머 배터리를 사용했다. 이들은 1990년대에 일반적으로 사용된 구형 니켈-수소 전지와 대부분의 초기 랩톱에 사용된 니켈-카드뮴 전지를 대체했다. 일부 가장 오래된 랩톱은 재충전 불가능한 배터리 또는 납 축전지를 사용했다.
배터리 수명은 모델과 작업량에 따라 크게 다르며, 1시간에서 거의 하루까지 다양하다. 배터리 성능은 시간이 지남에 따라 점차 감소한다. 충전 및 방전 패턴과 배터리 디자인에 따라 다르지만, 일반적으로 2~3년간의 정기적인 사용 후에는 용량이 눈에 띄게 감소한다. 랩톱 및 배터리 혁신으로 인해 평균 전력 소비 수준을 가정했을 때 배터리가 최대 24시간 동안 지속적으로 작동할 수 있는 상황이 발생했다. 예를 들어 HP EliteBook 6930p는 초고용량 배터리와 함께 사용할 경우 그렇다.
탈착식 배터리를 사용하는 랩톱은 확장된 용량을 가진 더 큰 교체 배터리를 지원할 수 있다.
랩톱 배터리는 벽면 콘센트에 꽂는 외부 전원 공급 장치를 사용하여 충전된다. 전원 공급 장치는 일반적으로 7.2~24볼트 범위의 DC 전압을 출력한다. 전원 공급 장치는 일반적으로 외부에 있으며 DC 커넥터 케이블을 통해 랩톱에 연결된다. 대부분의 경우 배터리를 충전하고 랩톱에 동시에 전원을 공급할 수 있다. 배터리가 완전히 충전되면 랩톱은 외부 전원 공급 장치에서 공급되는 전원으로 계속 작동하여 배터리 사용을 피한다. 사용된 전원 공급 장치가 컴퓨팅 부품에 전원을 공급하고 배터리를 동시에 충전하기에 충분히 강력하지 않으면 랩톱이 꺼져 있거나 절전 모드일 때 배터리가 더 짧은 시간 내에 충전될 수 있다. 충전기는 일반적으로 랩톱의 전체 운반 무게에 약 400 그램 (0.88 lb)을 추가하지만, 일부 모델은 훨씬 무겁거나 가볍다. 대부분의 2016년 랩톱은 스마트 배터리, 즉 배터리 관리 시스템이 내장된 충전식 전지팩을 사용한다. 스마트 배터리는 내부적으로 전압과 전류를 측정하고 충전 수준과 SoH(State of Health) 매개변수를 추론하여 셀의 상태를 나타낼 수 있다.

### 전원 커넥터

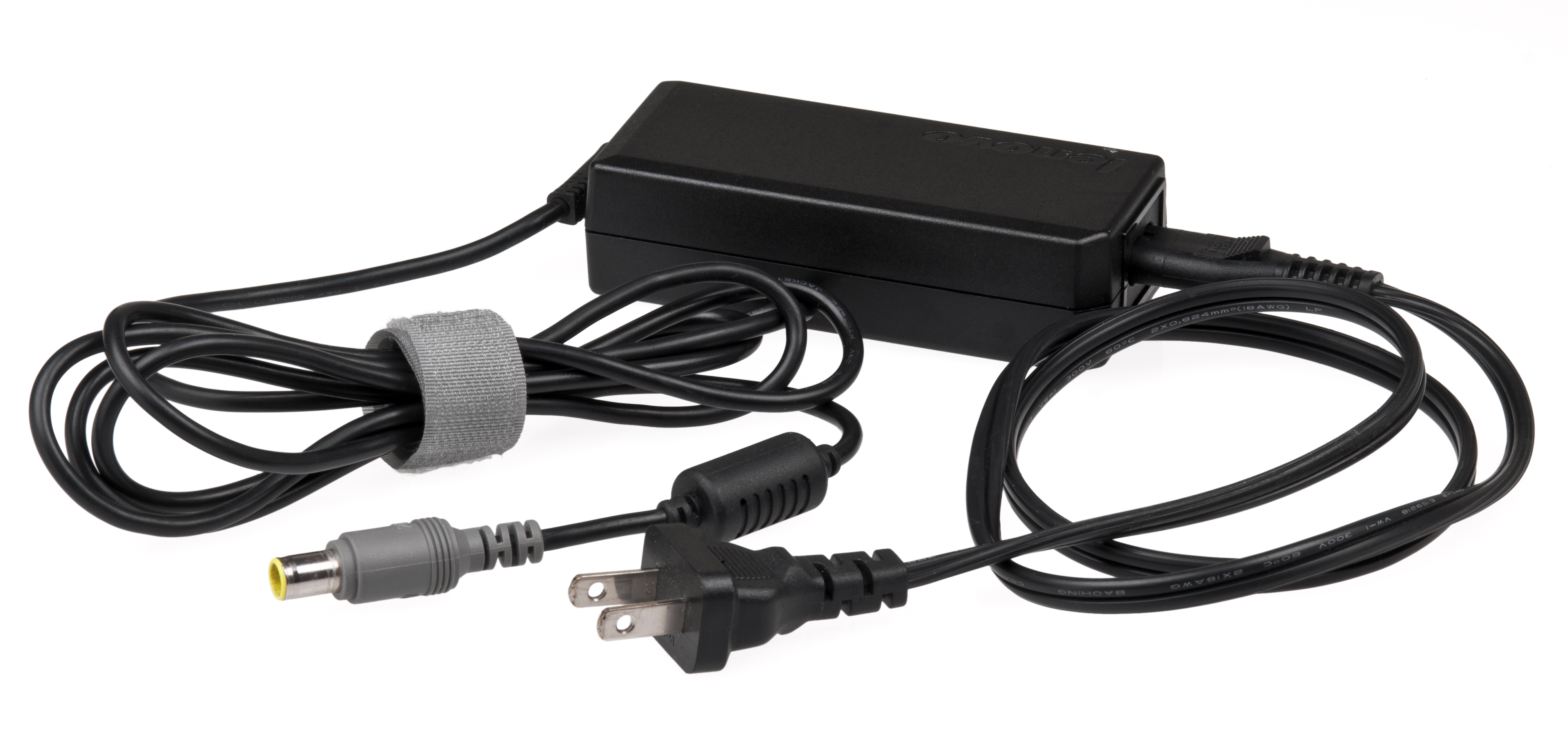
원통형 동축 DC 전원 커넥터가 있는 랩톱 전원 공급 장치

2025년 현재, 랩톱은 USB-C 커넥터로만 전원이 공급되는 모델(모든 애플 모델 포함)과 전용 DC 전원 커넥터를 갖춘 모델로 크게 나뉜다. 2010년대 중반 이후 대부분의 시스템은 두 커넥터를 모두 가지고 있으며, 어느 쪽으로든 전원을 공급받을 수 있다.
전용 커넥터는 일반적으로 원통형/배럴형 동축 전원 커넥터이다. 레노버와 같은 일부 공급업체는 직사각형을 사용한다. 2000년대 중반 이전에는 특수 커넥터가 훨씬 더 흔했다.
일부 커넥터 헤드에는 중앙 핀이 있어 최종 장치가 커넥터의 음극(외부 표면)과의 저항을 측정하여 전원 공급 장치 유형을 확인할 수 있다. 공급업체는 전원 공급 장치가 원래 부품으로 인식되지 않으면 충전을 차단할 수 있으며, 이는 범용 타사 충전기의 합법적인 사용을 거부할 수 있다.
USB-C의 등장으로 휴대용 전자제품은 전력 공급과 데이터 전송 모두에 USB-C를 점점 더 많이 사용하게 되었다. 20V(일반적인 랩톱 전원 공급 장치 전압) 및 5A에 대한 지원은 일반적으로 저가형 및 중가형 랩톱에 충분하지만, 게이밍 랩톱과 같이 전력 요구량이 더 높은 일부 랩톱은 5A를 초과하는 전류를 과열 위험 없이 처리하기 위해 전용 DC 커넥터에 의존하며, 일부는 10A를 초과하기도 한다. 또한, 전용 DC 커넥터는 더 내구성이 뛰어나고 잦은 재연결로 인한 마모 및 파손에 덜 취약하다.

### 냉각
작동 시 발생하는 폐열은 랩톱의 작은 내부 공간에서 제거하기 어렵다. 초기 랩톱은 수동 냉각을 사용했지만, 1990년대 중반부터 거의 모든 랩톱은 컴퓨터 팬을 사용하여 강제 공기 냉각을 사용했다. 이전 랩톱은 히트 싱크를 사용했지만, 2000년대부터는 거의 모든 랩톱이 대신 히트파이프에 의존하거나 폐열을 장치 가장자리로 이동시켜 훨씬 더 작고 컴팩트한 팬 및 히트 싱크 냉각 시스템을 사용할 수 있도록 한다. 폐열은 일반적으로 장치 작동자로부터 장치 후면 또는 측면으로 배출된다. 일부 공기 흡입구가 막힐 수 있으므로(예: 장치가 의자 쿠션과 같은 부드러운 표면에 놓였을 때) 여러 공기 흡입 경로가 사용된다. 보조 장치 온도 모니터링은 열을 발산할 수 없는 경우(예: 랩톱이 작동 중인 채로 휴대용 케이스에 넣어졌을 때) 성능을 저하시키거나 비상 종료를 유발할 수 있다. 외부 팬이 있는 애프터마켓 냉각 패드는 랩톱과 함께 사용하여 작동 온도를 낮출 수 있다.

### 도킹 스테이션

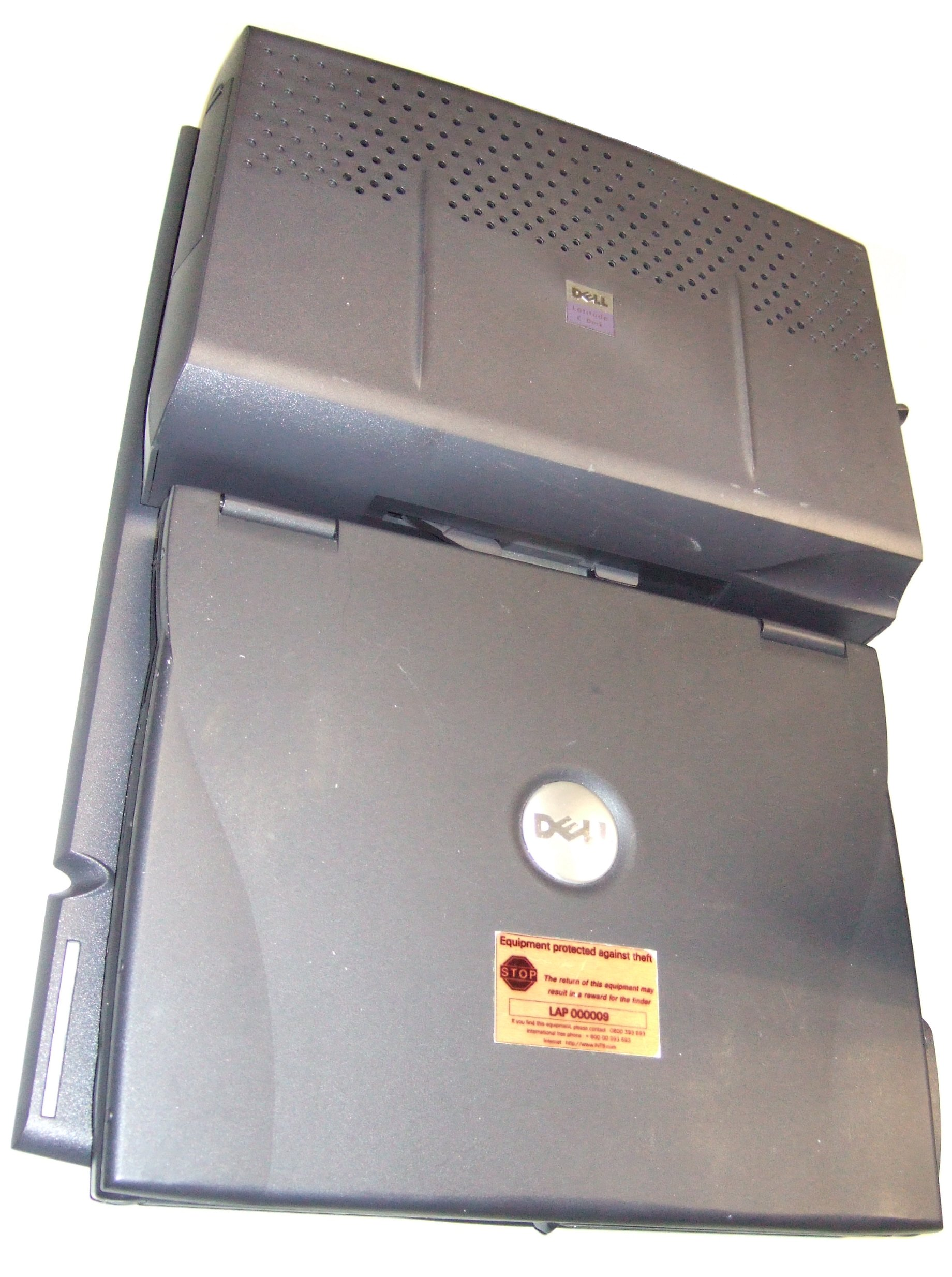
도킹 스테이션과 랩톱

도킹 스테이션(때로는 간단히 도크라고도 함)은 여러 포트와 경우에 따라 고정 또는 이동식 드라이브용 확장 슬롯 또는 베이를 포함하는 랩톱 액세서리이다. 랩톱은 일반적으로 단일 대형 독점 커넥터를 통해 도킹 스테이션에 연결하고 분리한다. 도킹 스테이션은 랩톱을 완벽한 기능의 데스크톱 대체품으로 변환하면서도 쉽게 분리할 수 있다는 장점 때문에 기업 컴퓨팅 환경에서 특히 인기 있는 랩톱 액세서리이다. 이러한 기능은 업무를 위해 자주 여행해야 하는 "로드 워리어" 직원에게 유리하며, 사무실에도 출근한다. 더 많은 포트가 필요하거나 랩톱에서 포트 위치가 불편한 경우, 포트 복제기라고 하는 더 저렴한 수동 장치를 사용할 수 있다. 이 장치는 USB 또는 파이어와이어를 통해 랩톱의 커넥터에 연결된다.

### 충전 카트
노트북 충전 카트, 랩톱 카트 또는 랩톱 트롤리라고도 불리는 이 장치는 여러 대의 랩톱, 넷북, 태블릿 컴퓨터를 동시에 충전할 수 있는 이동식 보관 용기이다. 이 카트는 기존의 정적인 컴퓨터 실습실 (데스크톱 컴퓨터와 "타워" 컴퓨터가 갖춰진)을 대체했지만, 개별 교실에 모든 장치를 충전할 만큼 충분한 플러그 소켓이 없는 학교에서 사용된다. 이 카트는 교실 간에 이동할 수 있어 특정 건물에 있는 모든 학생과 교사가 완전히 충전된 정보기술 장비에 접근할 수 있도록 한다.
랩톱 충전 카트는 기회주의적이거나 조직적인 절도를 방지하고 보호하는 데에도 사용된다. 학교, 특히 오픈 플랜 디자인을 가진 학교는 고가품을 훔치는 도둑들의 주요 표적이 되는 경우가 많다. 랩톱, 넷북, 태블릿은 학교에서 가장 가치가 높은 휴대용 품목에 속한다. 게다가 랩톱은 옷 속에 쉽게 숨겨 건물에서 훔쳐갈 수 있다. 많은 종류의 랩톱 충전 카트는 절도를 방지하도록 설계 및 제작되었다. 일반적으로 강철로 만들어지며, 사용하지 않을 때는 랩톱이 잠겨 있다. 이 카트는 한 교실에서 다른 교실로 이동할 수 있지만, 도둑이 랩톱을 훔치는 것을 방지하기 위해, 특히 밤새도록, 바닥, 지지 기둥 또는 벽에 고정하거나 잠글 수 있는 경우가 많다.

### 태양광 패널
일부 노트북은 태양광 패널을 통해 노트북을 작동시킬 수 있을 만큼 충분한 태양 에너지를 생성할 수 있다. One Laptop Per Child 이니셔티브는 OLPC XO-1 노트북을 출시했으며, 이 노트북은 태양광 패널을 사용하여 테스트 및 성공적으로 작동되었다. 이들은 이러한 기능을 갖춘 OLPC XO-3 노트북을 설계 중이었다. OLPC XO-3는 2와트의 전력으로 작동하도록 계획되었다. 삼성도 미국 시장에서 상업적으로 판매될 예정인 NC215S 태양광 노트북을 설계했다.

### 액세서리
노트북의 일반적인 액세서리는 노트북 슬리브, 노트북 스킨 또는 노트북 케이스로, 긁힘으로부터 어느 정도 보호를 제공한다. 비교적 얇고 유연한 슬리브는 주로 폴리클로로프렌으로 만들어지며, 더 튼튼한 것은 저반발 폴리우레탄으로 만들어진다. 일부 노트북 슬리브는 어느 정도 방수 기능을 제공하기 위해 방탄 나일론으로 싸여 있다. 더 크고 튼튼한 케이스는 내부에 폴리우레탄 패딩이 있는 금속으로 만들어질 수 있으며, 보안 강화를 위해 잠금 장치가 있을 수 있다. 금속, 패딩 케이스는 충격과 낙하로부터도 보호 기능을 제공한다. 또 다른 일반적인 액세서리는 노트북 냉각기로, 노트북의 내부 온도를 능동적으로 또는 수동적으로 낮추는 데 도움이 되는 장치이다. 일반적인 능동적인 방법은 전기 팬을 사용하여 노트북에서 열을 빼내는 것이며, 수동적인 방법은 노트북을 어떤 종류의 패드 위에 놓아 공기 흐름을 더 많이 받을 수 있도록 하는 것이다. 일부 상점에서는 침대에 누운 사람이 노트북을 사용할 수 있도록 하는 노트북 패드를 판매한다.

### 모듈성

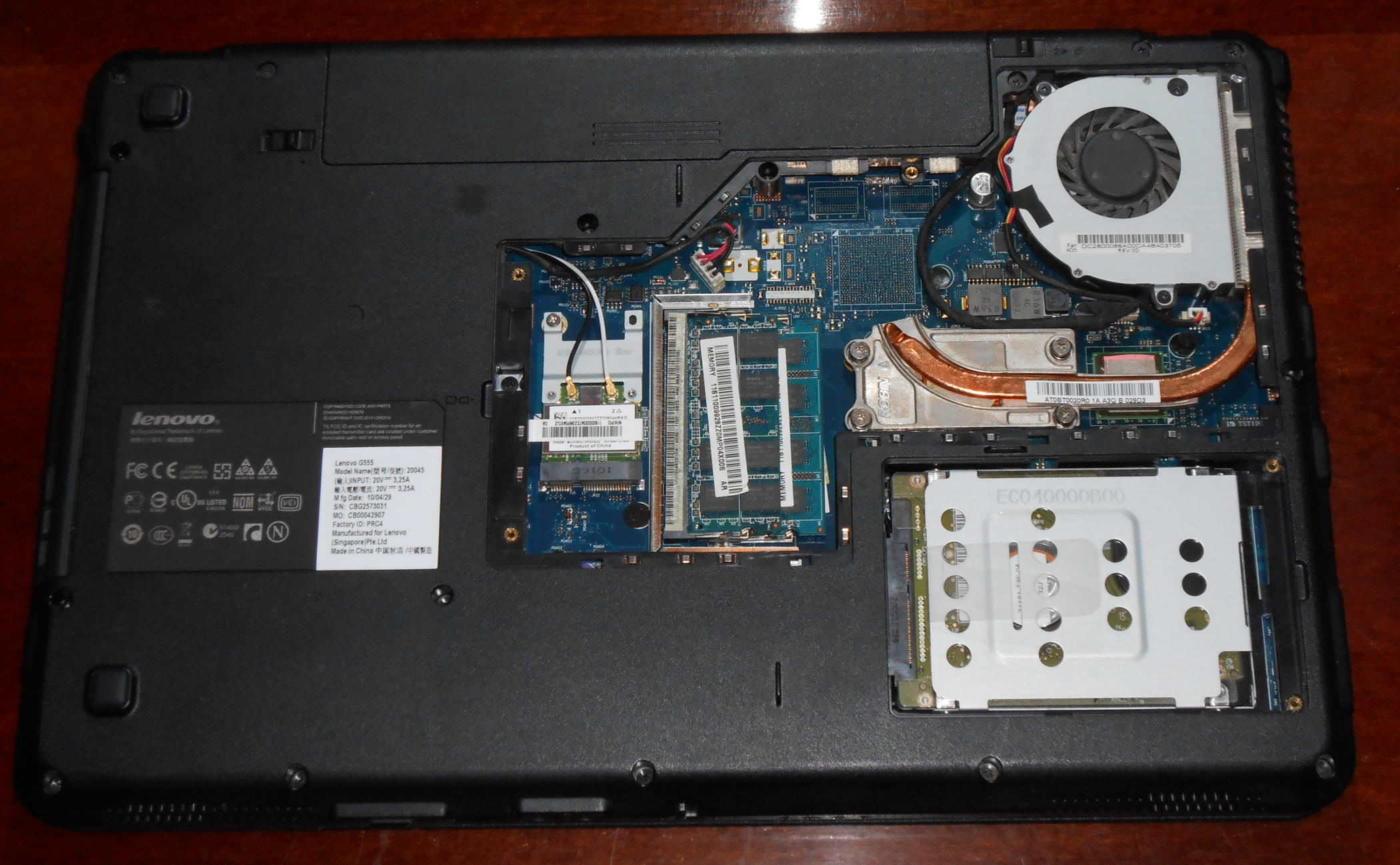
아래 덮개를 열면 RAM 및 저장 모듈 교체 가능 (레노버 G555)

초기 모델 노트북의 일부 부품은 키보드, 배터리, 하드 디스크, 메모리 모듈 및 CPU 냉각 팬과 같이 하단 부분을 완전히 열지 않고도 쉽게 교체할 수 있다.
최근 모델 노트북의 일부 부품은 내부에 위치한다. 키보드, 배터리, 하드 디스크, 메모리 모듈, CPU 냉각 팬 등 대부분의 부품을 교체하려면 상단 또는 하단 부분을 제거하고 메인보드를 제거한 다음 다시 장착해야 한다.
일부 유형에서는 RAM, 저장 장치 및 배터리와 같은 부품을 장착하기 위해 납땜과 접착제가 사용되어 수리가 더욱 어렵다.

### 구형 기능

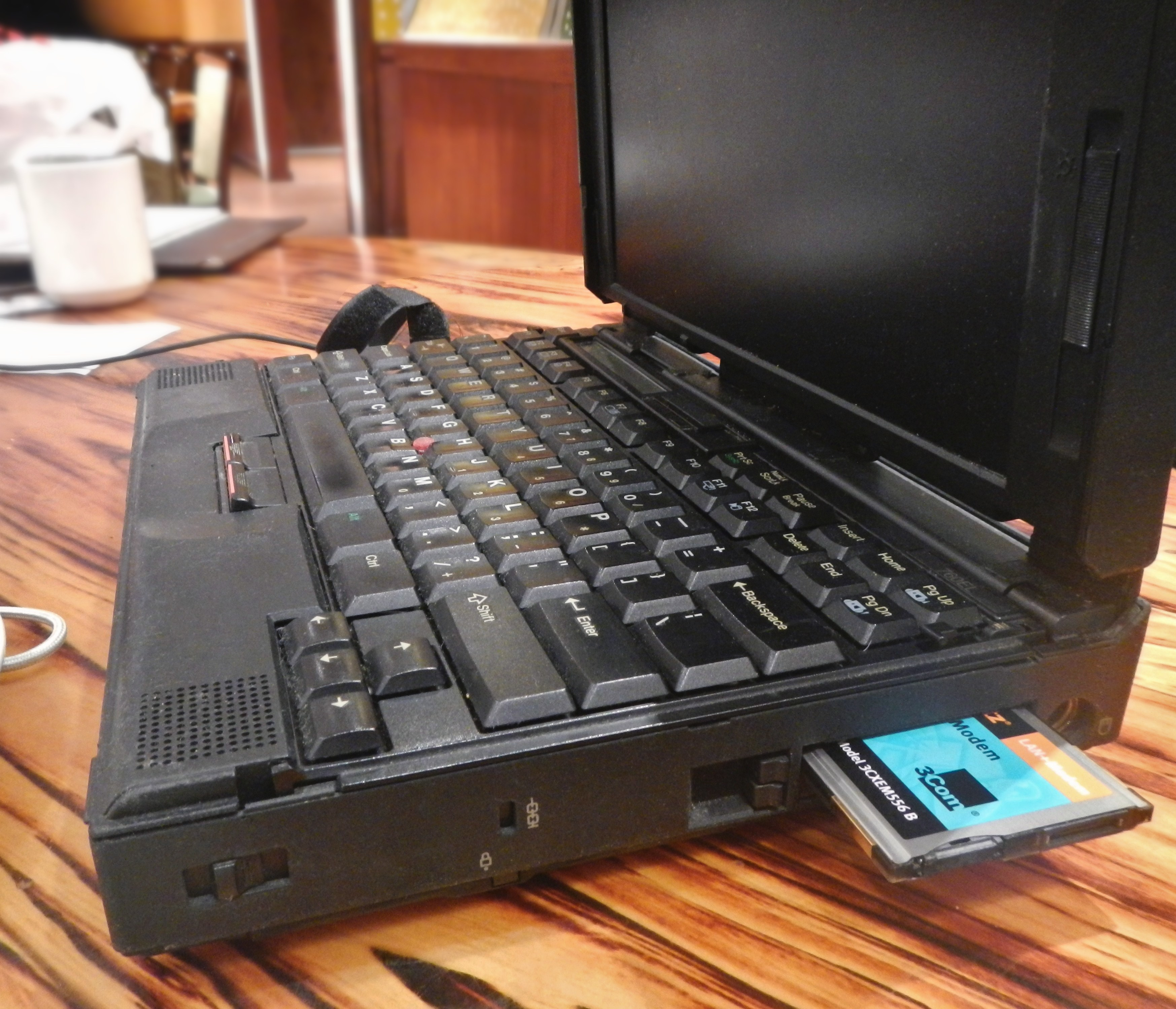
1990년대 씽크패드에 장착된 모뎀 PC 카드. 이 카드는 일반적으로 소켓에 완전히 삽입된다.

초기 모델 노트북에 있었지만 최신 모델에는 없는 기능은 다음과 같다:
- 구멍 속 리셋("콜드 재시작") 버튼 (얇은 금속 도구로 눌러야 함)
- 구멍 속 즉시 전원 끄기 버튼 (얇은 금속 도구로 눌러야 함)
- 노트북 내장 충전기 또는 전원 어댑터
- 전용 미디어 버튼 (인터넷, 볼륨, 재생, 일시 정지, 다음, 이전)
- 플로피 디스크 드라이브
- 직렬 포트
- 병렬 포트
- 모뎀
- IEEE 1394 포트
- 도킹 포트
- 공유 PS/2 입력 장치 포트
- IrDA
- S-비디오 포트
- S/PDIF 오디오 포트
- PC 카드 / PC 카드 슬롯
- 익스프레스카드 슬롯
- CD/DVD 드라이브 (2013년 모델부터)
- VGA 포트 (2013년 모델부터)
- USB-A (일부 2022년 모델부터)
- HDMI 포트 (일부 2022년 모델부터)
- 풀 사이즈 SD 카드 슬롯 (일부 2022년 모델부터)
- 전용 충전 포트 (일부 2022년 모델부터)

## 특징

### 데스크톱 컴퓨터에 대한 장점

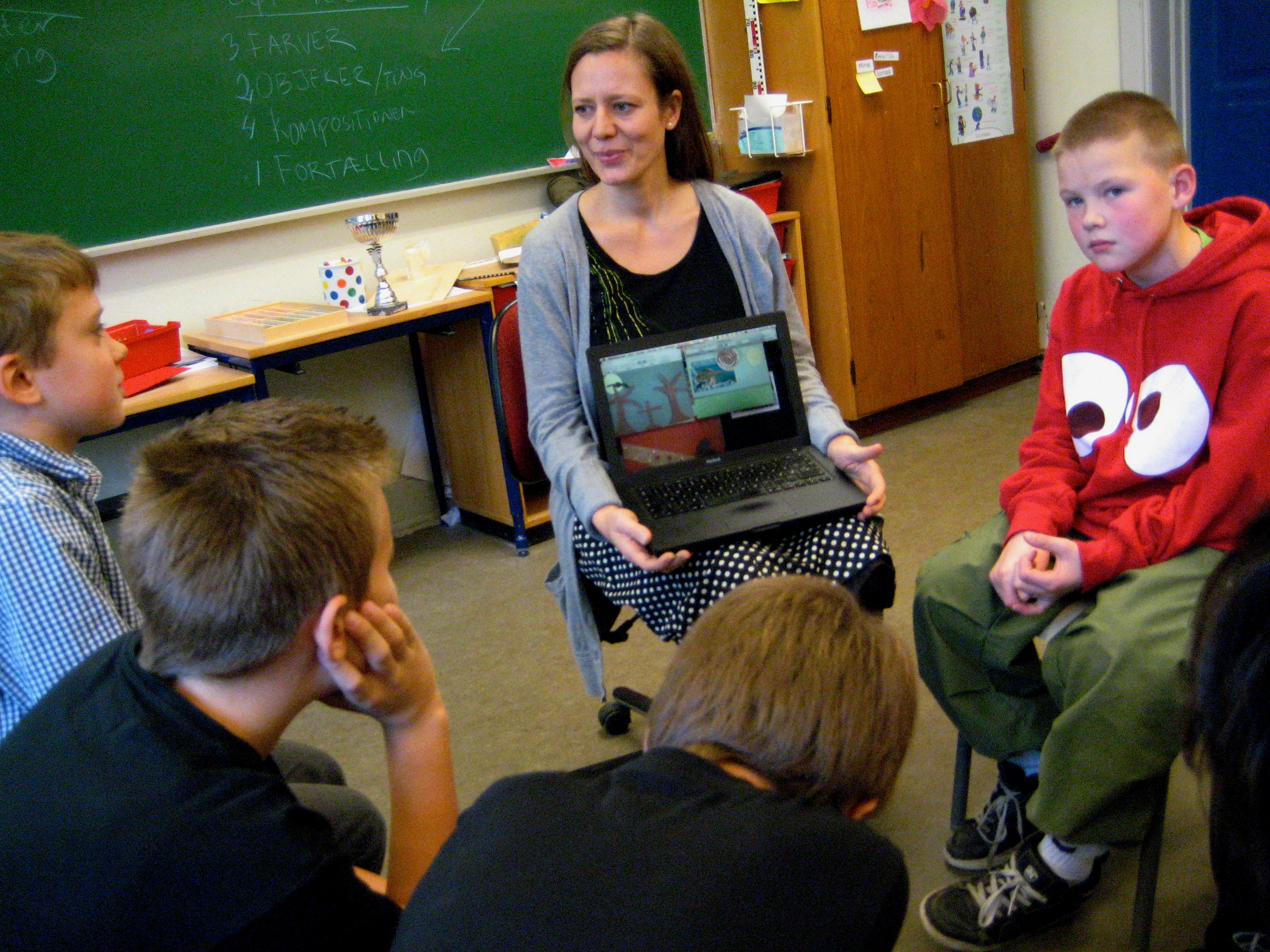
교사가 노트북을 사용하여 학생들을 위한 워크숍 진행

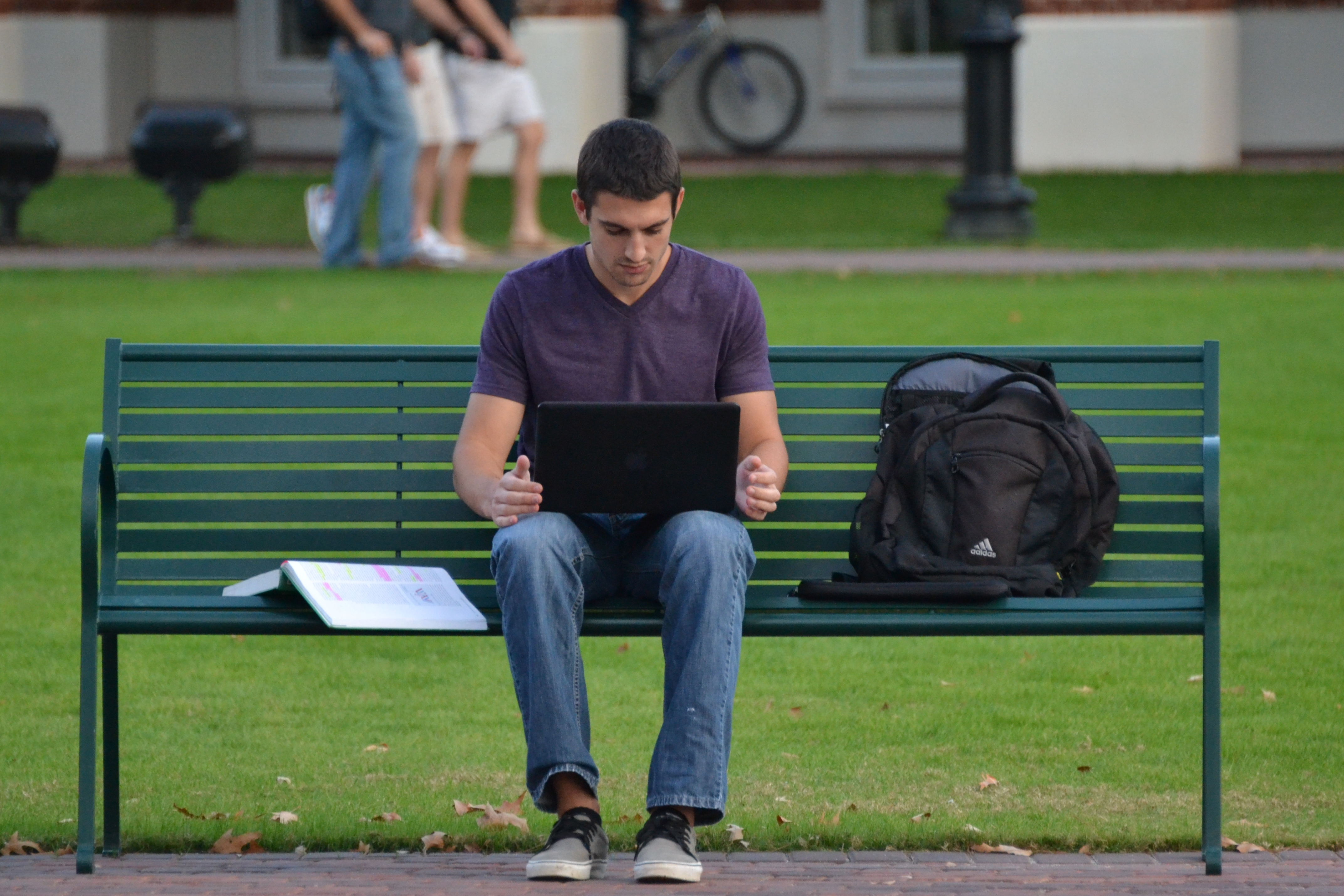
공원 벤치에서 노트북을 사용하는 남자

- 휴대성 - 노트북은 데스크톱 PC에 비해 휴대성이 뛰어나다.[73] 물리적인 휴대성 덕분에 노트북은 집과 사무실뿐만 아니라 통근 및 비행 중, 카페, 강의실 및 도서관, 고객사 또는 회의실 등 다양한 장소에서 사용할 수 있다. 집 안에서도 휴대성 덕분에 노트북 사용자는 기기를 방에서 방으로 이동할 수 있다. 휴대성은 다음과 같은 몇 가지 분명한 이점을 제공한다:
- 생산성: 데스크톱 PC를 사용할 수 없는 장소에서 노트북을 사용하면 직원과 학생이 업무나 학업 과제에서 생산성을 높일 수 있다. 예를 들어, 기차로 한 시간 통근하는 동안 직장 이메일을 읽는 사무직 직원이나 강의 사이의 휴식 시간에 대학 카페에서 숙제를 하는 학생 등이 있다.
- 최신 정보: 단일 노트북을 사용하면 파일이 단일 위치에 존재하고 항상 최신 상태이므로 여러 PC에 파일이 분산되는 것을 방지한다.
- 연결성: 노트북의 주요 장점은 Wi-Fi 및 블루투스와 같은 통합 연결 기능과 때로는 기본 통합 또는 핫스팟 사용을 통한 셀룰러 네트워크 연결 기능을 거의 항상 갖추고 있다는 점이다. Wi-Fi 네트워크와 노트북 프로그램은 특히 대학 캠퍼스에서 널리 보급되어 있다.[74]

노트북의 다른 장점:
- 크기: 노트북은 데스크톱 PC보다 작다. 이는 작은 아파트나 학생 기숙사와 같이 공간이 제한된 경우에 유용하다. 사용하지 않을 때는 노트북을 닫아 책상 서랍에 보관할 수 있다.
- 낮은 전력 소비: 노트북은 데스크톱보다 전력 효율이 몇 배 더 높다. 일반적인 노트북은 10~100W를 사용하는 반면, 데스크톱은 200~800W를 사용한다. 이는 수백 대의 개인용 컴퓨터를 운영하는 대기업이나 연중무휴로 컴퓨터(예: 홈 미디어 서버, 프린트 서버 등)를 실행하는 가정에 특히 유용할 수 있다.
- 조용함: 노트북은 일반적으로 데스크톱보다 훨씬 조용하다. 이는 부품(하드 드라이브를 대체하는 무음 솔리드 스테이트 드라이브)과 열 발생이 적어 냉각 팬을 거의 사용하지 않거나 아예 사용하지 않기 때문이다. 후자의 이유로 인해 움직이는 부품이 전혀 없는 노트북이 등장하여 사용 중 완전히 조용해졌다.
- 배터리: 충전된 노트북은 정전 시에도 계속 사용할 수 있으며, 데스크톱 PC와 달리 짧은 정전이나 암전의 영향을 받지 않는다.
- 올인원: 휴대성을 위해 설계된 대부분의 최신 노트북은 모든 부품이 섀시에 통합되어 있다. 데스크톱(올인원 제외)의 경우 일반적으로 데스크톱 "타워"(CPU, 하드 드라이브, 전원 공급 장치 등이 있는 장치), 키보드, 마우스, 디스플레이 화면, 그리고 스피커와 같은 선택적 주변 장치로 나뉜다.

### 단점
데스크톱 PC와 비교할 때 노트북은 다음 영역에서 단점을 갖는다:
성능노트북의 성능은 비슷한 가격의 데스크톱보다 떨어지는 경우가 많다. 노트북의 성능 상한선은 배터리 수명 감소, 크기 증가, 발열 등 주로 실용적인 이유로 인해 데스크톱보다 낮게 유지된다.
업그레이드 가능성노트북의 업그레이드 가능성은 기술적 및 경제적인 이유로 인해 타워형 데스크톱에 비해 제한적이다. 일반적으로 하드 드라이브와 메모리는 쉽게 업그레이드할 수 있다. 그러나 노트북의 통합된 특성상 메인보드, CPU, 그래픽은 공식적으로 업그레이드가 거의 불가능하다. 커먼 빌딩 블록(Common Building Block)과 같은 산업 표준 부품 및 레이아웃을 향한 일부 노력이 시도되었지만, 산업은 여전히 대부분 독점적이고 파편화되어 있다. 노트북에는 산업 전반에 걸쳐 표준 폼 팩터가 없다. 또한 2013년 모델부터 노트북은 크기 및 업그레이드 가능성 감소를 위해 대부분의 부품(CPU, SSD, RAM 등)이 메인보드에 점점 더 통합(납땜)되고 있다.

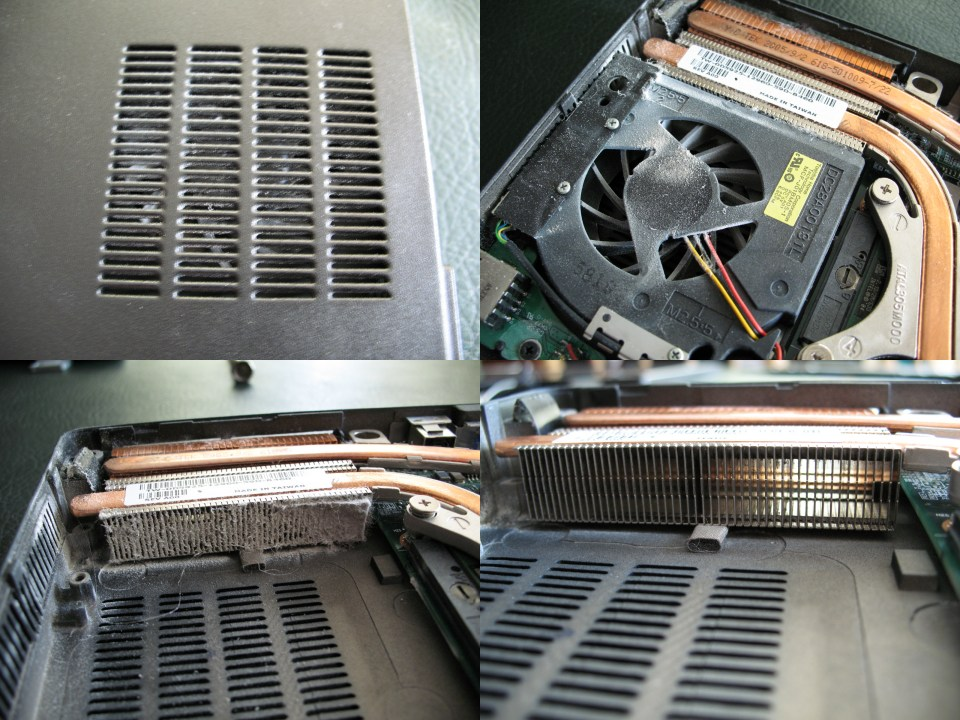
2.5년 사용한 노트북의 먼지로 막힌 내부 히트 싱크로 인한 과열

내구성 노트북은 데스크톱/PC보다 내구성이 떨어진다. 그러나 노트북의 내구성은 적절한 유지보수를 수행하는 경우 사용자에 따라 달라진다. 그러면 노트북은 더 오래 작동할 수 있다.

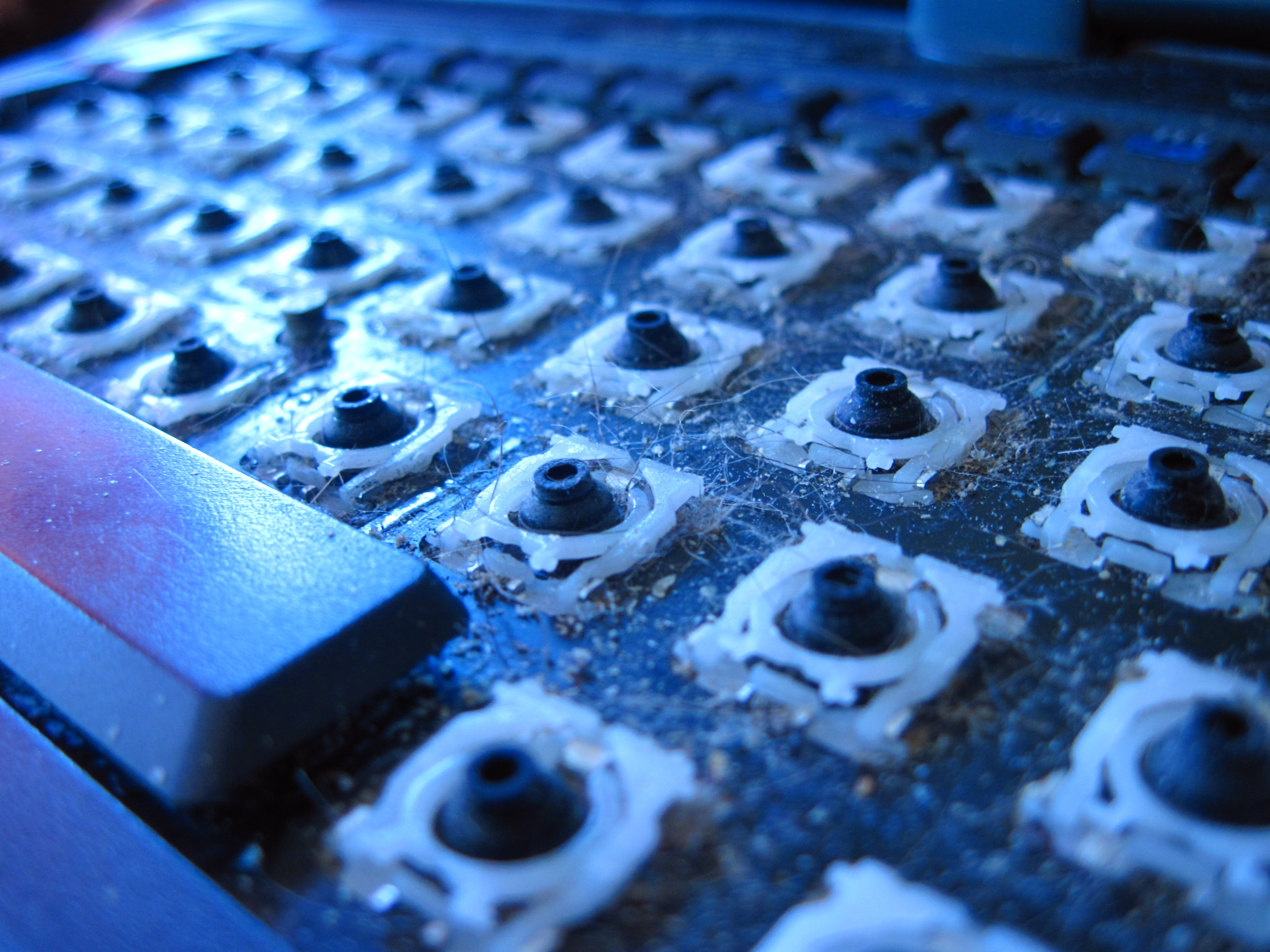
노트북 키보드에서 키(스페이스 바 제외)를 제거하여 부스러기, 반려동물 털 및 기타 찌꺼기를 청소하는 모습

휴대성 때문에 노트북은 데스크톱보다 더 많은 마모와 물리적 손상에 노출되며, 통합된 특성으로 인해 더욱 취약하다. 키보드에 액체를 엎지르는 것은 데스크톱 시스템에서는 사소한 문제이지만, 노트북 내부를 손상시키고 컴퓨터를 파괴할 수 있어 비싼 수리 비용이나 노트북 전체를 교체해야 하는 결과를 초래한다. 한 연구에 따르면 노트북은 데스크톱보다 사용 첫 해에 고장 날 가능성이 세 배 더 높다. 노트북을 유지하려면 먼지, 이물질, 오물, 음식물 찌꺼기를 제거하기 위해 3개월마다 청소하는 것이 권장된다. 대부분의 청소 키트는 화면과 키보드용 보푸라기 없는 극세사 천, 냉각 팬의 먼지를 제거하기 위한 압축 공기, 그리고 세척액으로 구성된다. 표백제와 같은 강한 화학 물질은 노트북을 손상시킬 수 있으므로 사용해서는 안 된다.
발열 및 냉각노트북은 축적된 공기 중 먼지와 이물질로 인해 막힐 수 있는 팬과 히트 싱크를 포함하는 극도로 소형화된 냉각 시스템에 의존한다. 대부분의 노트북에는 이러한 냉각 시스템의 공기 흡입구 위에 어떤 종류의 탈착식 먼지 수집 필터도 없기 때문에 시간이 지남에 따라 점차적으로 더 많은 열과 소음을 발생시키는 시스템이 된다. 어떤 경우에는 유휴 부하 수준에서도 노트북이 과열되기 시작한다. 이러한 먼지는 팬과 히트 싱크가 만나는 내부에 주로 끼어 있으며, 일반적인 청소 및 진공 청소로는 제거할 수 없다. 대부분의 경우 압축 공기는 먼지와 이물질을 제거할 수 있지만 완전히 제거하지는 못할 수 있다. 장치가 켜지면 느슨한 이물질이 팬에 의해 냉각 시스템에 다시 축적된다. 노트북을 완전히 청소하려면 일반적으로 완전 분해가 필요하다. 그러나 압축 공기를 통한 히트 싱크의 정기적인 청소와 같은 예방 유지보수는 히트 싱크에 먼지가 쌓이는 것을 방지할 수 있다. 많은 노트북은 일반 사용자가 분해하기 어렵고 방전에 민감한 부품을 포함하고 있다.
배터리 수명배터리 수명은 시간이 지남에 따라 용량이 감소하기 때문에 제한적이며, 결국 2~3년 후에는 교체가 필요하다. 새 배터리는 일반적으로 사용량과 배터리 크기에 따라 5~6시간 이상 노트북을 작동시킬 수 있는 충분한 에너지를 저장한다. 배터리는 종종 쉽게 교체 가능하며, 더 긴 충전 및 방전 시간을 위해 더 큰 용량의 모델을 구할 수도 있다. 일부 노트북은 일반적인 탈착식 배터리를 사용하지 않으며, 배터리를 교체하려면 제조업체 서비스 센터 또는 제3자 노트북 서비스 센터로 가져가야 한다. 교체용 배터리도 부품 가용성에 따라 비쌀 수 있다. 데스크톱 PC는 오래 지속되는 전원 공급 장치에 의존하기 때문에 비슷한 문제를 겪지 않는다.
보안 및 프라이버시노트북은 가치가 높고, 일반적으로 사용되며, 휴대하기 쉽고, 배낭이나 다른 종류의 가방에 숨기기 쉽기 때문에 종종 도난당한다. 매일 미국 공항에서 1,600대 이상의 노트북이 사라진다. 도난당한 비즈니스 또는 개인 데이터의 비용과 그로 인한 문제(신원 도용, 신용카드 사기, 프라이버시 침해)는 도난당한 노트북 자체의 가치의 몇 배에 달할 수 있다. 따라서 노트북의 물리적 보호와 그 안에 포함된 데이터의 안전 확보는 모두 매우 중요하다. 일부 노트북, 주로 전문 및 교육용 기기에는 켄싱턴 보안 슬롯이 있어 보안 케이블과 잠금 장치로 연결할 수 있다. 또한 최신 운영 체제에는 활성화 잠금 또는 이와 유사한 기능이 있어 자격 증명 없이 장치를 사용할 수 없도록 한다. 2015년 기준 일부 노트북에는 Windows Hello 또는 Touch ID와 같은 생체인식 보안 부품이 추가되기도 했다.
가제트트랙 및 Find My Mac과 같은 소프트웨어는 도난당한 노트북을 찾고 복구하는 데 도움이 되도록 설계되었다. 펌웨어(펌웨어 설정 또는 부팅 방지), 내부 HDD/SSD(액세스 및 운영 체제 로드 방지), 운영 체제의 모든 사용자 계정에 암호를 설정하는 것은 사용자가 수행해야 할 추가 보안 조치이다. 분실 또는 도난당한 노트북 중 소유 회사에 의해 회수되는 비율은 5% 미만이다. 그러나 다양한 회사와 소프트웨어 솔루션이 노트북 복구에 특화되면서 그 수치가 감소할 수 있다. 2010년대에는 노트북에 웹캠이 보편적으로 제공되면서 사생활 침해 문제가 제기되었다. 로빈스 대 로어 메리온 학군(Robbins v. Lower Merion School District, 2010년 펜실베이니아 동부 지방법원)에서 학교에서 지급한 노트북에 특수 소프트웨어가 설치되어 있어 두 고등학교 직원이 학생의 노트북을 통해 집에서 학생들의 비밀 웹캠 사진을 찍을 수 있었다.

#### 인체 공학 및 건강 영향
손목노트북의 작고 평평한 키보드와 터치패드 포인팅 장치 때문에 장시간 사용하면 반복사용긴장성손상증후군을 유발할 수 있다. 장시간 작업 시 부상을 방지하려면 별도의 외부 인체공학 키보드와 포인팅 장치를 사용하는 것이 권장된다. 이들은 USB, 블루투스 또는 도킹 스테이션을 통해 노트북에 쉽게 연결할 수 있다. 일부 건강 기준은 직장에서 인체 공학 키보드를 요구한다.
목과 척추노트북의 통합 화면은 종종 사용자가 더 잘 보기 위해 몸을 구부려야 하므로 목이나 척추 부상을 유발할 수 있다. 이를 완화하고 더 생산적인 작업을 위해 추가 화면 공간을 제공하려면 거의 모든 노트북에 더 크고 고품질의 외부 화면을 연결할 수 있다. 또 다른 해결책은 컴퓨터 스탠드를 사용하는 것이다.
생식 능력에 미치는 영향 가능성뉴욕 주립 대학교 연구원들의 연구에 따르면 노트북에서 발생하는 열이 남성 사용자가 컴퓨터를 무릎에 올려놓고 균형을 잡을 때 남성 사용자의 무릎 온도를 높여 정자 수를 위험에 빠뜨릴 수 있다고 한다. 약 20여 명의 21세에서 35세 사이의 남성을 대상으로 한 이 연구에서는 노트북의 균형을 잡기 위해 필요한 앉은 자세가 음낭 온도를 최대 2.1 °C (4 °F)까지 높일 수 있다는 것을 발견했다. 그러나 이것이 남성 불임에 직접적인 영향을 미치는지 여부를 판단하기 위해서는 추가 연구가 필요하다. 2010년 29명의 남성을 대상으로 Fertility and Sterility에 발표된 후속 연구에서는 노트북을 무릎에 올려놓은 남성들이 음낭 과열(과열)을 경험했으며, 이로 인해 음낭 온도가 최대 2.0 °C (4 °F)까지 증가했다. 노트북 쿠션으로 상쇄될 수 없는 결과적인 열 증가는 남성 불임을 증가시킬 수 있다. 

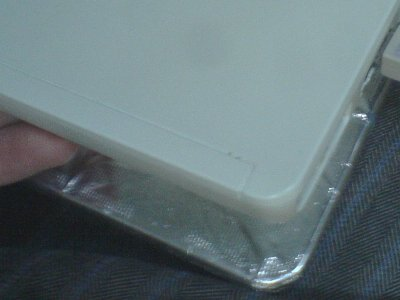
노트북 냉각기 (은색)가 노트북 (흰색) 아래에 놓여 무릎의 발열을 막고 노트북 공기 흐름 개선

이 문제에 대한 일반적인 실용적인 해결책은 노트북을 테이블이나 책상 위에 놓거나 몸과 노트북 사이에 책이나 베개를 사용하는 것이다. 또 다른 해결책은 노트북용 냉각 장치를 구입하는 것이다. 이들은 보통 USB 전원을 사용하며 하나, 둘 또는 세 개의 냉각 팬이 내장된 얇고 단단한 플라스틱 케이스로 구성되어 있으며, 전체 조립품은 해당 노트북 아래에 놓이도록 설계되어 노트북이 만졌을 때 시원하게 유지되고 노트북의 열 축적을 크게 줄여준다.
허벅지무릎 위에 노트북을 사용하는 동안 발생하는 열은 허벅지에 "열성홍반"(toasted skin syndrome, 갈색 피부 신드롬)으로 알려진 피부 변색을 유발할 수도 있다.

## 판매

### 제조사
많은 노트북 브랜드와 제조업체가 있다. 다양한 클래스의 노트북을 제공하는 몇몇 주요 브랜드가 인접한 상자에 나열되어 있다. 주요 브랜드는 일반적으로 잘 제작된 문서와 특정 노트북 모델이 더 이상 생산되지 않은 지 여러 해가 지난 후에도 계속 사용할 수 있는 드라이버 다운로드를 포함하여 좋은 서비스와 지원을 제공한다. 서비스, 지원 및 브랜드 이미지를 활용하여 주요 브랜드의 노트북은 소규모 브랜드 및 ODM의 노트북보다 더 비싸다. 일부 브랜드는 게이밍 노트북(에일리언웨어), 고성능 노트북(HP 엔비), 넷북(EeePC) 및 어린이를 위한 노트북(OLPC)과 같은 특정 노트북 클래스에 특화되어 있다.
주요 브랜드를 포함한 많은 브랜드는 자체 노트북을 설계하고 제조하지 않는다. 대신, 소수의 원천 디자인 제조업체(ODM)가 새로운 노트북 모델을 설계하고, 브랜드는 자사 라인업에 포함될 모델을 선택한다. 2006년에는 7개의 주요 ODM이 전 세계 노트북 10대 중 7대를 제조했으며, 가장 큰 퀀타 컴퓨터는 전 세계 시장 점유율의 30%를 차지했다. 따라서 동일한 모델은 주요 브랜드와 저명하지 않은 ODM 자체 브랜드 모두에서 구할 수 있다.

#### 역사적 시장 점유율
1989년 기준으로 제니스 데이터 시스템즈, 도시바, 컴팩, 그리드 시스템즈는 인포월드가 "작지만 중요"하다고 묘사한 시장의 주요 판매업체였다. 1992년-1993년 기준으로 도시바는 노트북 컴퓨터 시장에서 세계 선두 판매업체로 등극했다. 반면 미국에서는 Apple이 시장을 선도했고 컴팩이 그 뒤를 이었다. 1993년 노트북 시장의 전 세계 매출은 컴팩이 선두를 달렸고, 도시바, 애플, NEC, IBM이 뒤를 이었으며, 이들을 합쳐 전 세계 매출의 53% 이상을 차지했다.
미국에서 1996년 기준 노트북 시장 점유율 상위 3개 업체는 도시바, 그 다음으로 컴팩, 그리고 IBM 순이었다.
1999년 기준으로 도시바는 전 세계 노트북 판매에서 1위를 차지했으며, IBM, 컴팩, 델이 그 뒤를 이었다. 도시바는 18.6%의 점유율로 시장을 선도했다.
2002년 1분기 미국 시장에서 델은 노트북 분야에서 25.2%의 점유율을 차지하여 도시바(13.6%)와 컴팩(11.7%)을 크게 앞섰으며, 컴팩은 휴렛 팩커드에 인수되었다. 4위와 5위는 소니와 IBM이었다.
EMEA 지역에서는 Acer가 2004년-2005년에 HP와 IBM을 제치고 가장 큰 노트북 판매업체였다.
2005년 IDC에 따르면, 델은 노트북 부문에서 17.29%의 시장 점유율로 세계 1위 공급업체였으며, 그 다음으로 HP(15.7%), 도시바(10.96%), 에이서(10.15%), 레노버(8.23%) 순이었다. 레노버는 같은 해 IBM을 인수했다. 상위 10위권 나머지 업체는 Fujitsu Siemens, 소니, NEC, 애플, Asus였다.
2010년 1분기 휴대용 컴퓨터(넷북 포함)의 최대 판매업체는 데이터 출처에 따라 HP 또는 에이서였다. 둘 다 약 900만 대를 출하했다. 델, 도시바, 에이수스, 레노버가 그 뒤를 이었으며, 각각 약 500만~600만 대를 판매했다. 애플, 삼성, 소니는 각각 200만 대 미만을 판매했다.
2020년 3분기 기준으로 HP는 노트북 컴퓨터의 선두 공급업체로 꼽혔으며, 레노버가 23.6%의 점유율로 그 뒤를 바싹 추격했다. 그 다음으로는 델(13.7%), 애플(9.7%), 에이서(7.9%) 순이었다.

### 사용자 채택
배터리 구동 휴대용 컴퓨터는 1986년에 전 세계 시장 점유율이 2%에 불과했다. 그러나 노트북은 비즈니스 및 개인용으로 모두 인기가 높아지고 있다. 2008년 3분기는 전 세계 노트북 PC 출하량이 데스크톱을 처음으로 넘어선 시기로, 3,860만 대 대 3,850만 대였다. 2023년에는 1억 6천 6백만 대의 노트북이 판매된 것으로 추정되며, 2024년 1분기에는 판매된 개인용 컴퓨터의 약 64%가 노트북 또는 분리형 태블릿이었다. 태블릿과 저렴한 노트북의 등장으로 인해 많은 컴퓨터 사용자가 기기의 편리성 때문에 노트북을 소유하게 되었다.

### 가격
2008년 이전에는 노트북이 매우 비쌌다. 2005년 5월 평균 노트북 판매가는 $1,131였고, 데스크톱은 평균 $696에 판매되었다. 그러나 2008년경부터 저가형 넷북의 등장으로 노트북 가격이 크게 하락하여 2008년 8월 미국 소매점에서 평균 US$689에 판매되었다. 2010년대부터는 저렴하고 저전력 Arm 프로세서, 크롬OS와 같은 덜 요구적인 운영 체제, SoC 등으로 인해 노트북 가격이 저가형 부문에서 크게 하락했다. 2023년 기준, 새로운 노트북은 $299에 구입할 수 있다.

## 폐기
노트북 컴퓨터에 사용되는 재료 목록은 길고, 베릴륨, 납, 크로뮴, 수은 화합물과 같이 사용되는 많은 물질은 인간에게 독성이 있거나 발암성이다. 이러한 독성 물질은 노트북이 사용 중일 때는 비교적 무해하지만, 폐기된 노트북이 부적절하게 폐기될 경우 심각한 건강 및 환경 위험을 초래할 수 있다는 우려가 제기되었다. 유럽의 폐전기전자제품(WEEE) 지침은 모든 노트북 컴퓨터가 법적으로 재활용되어야 한다고 명시했다. 마찬가지로 미국 환경 보호국(EPA)은 폐기된 노트북 컴퓨터의 매립 또는 소각을 불법으로 규정했다.
대부분의 노트북 컴퓨터는 해체라고 알려진 방법으로 재활용 과정을 시작하는데, 이는 노트북 부품의 물리적 분리를 포함한다. 그런 다음 이 부품들은 재활용을 위해 재료(예: 플라스틱, 금속, 유리)로 분류되거나 더 복잡한 재료 분리가 필요한 품목(예: 회로 기판, 하드 드라이브, 배터리)으로 분류된다.
기업 노트북 재활용은 데이터 파괴라고 알려진 추가 프로세스를 필요로 할 수 있다. 데이터 파괴 프로세스는 노트북 하드 드라이브에 저장된 모든 정보 또는 데이터가 다시 검색될 수 없도록 보장한다. 아래는 노트북 재활용 데이터 파괴에 적용되는 일부 데이터 보호 및 환경 법규 개요이다:
- 데이터 보호법 1998 (DPA)
- EU 개인정보 보호 지침 (2016년 예정)
- 금융감독청
- 사베인스-옥슬리 법
- PCI-DSS 데이터 보안 표준
- 폐전기전자제품 지침 (WEEE)
- 바젤 협약
- 은행 비밀 유지법 (BSA)
- FACTA 사베인스-옥슬리 법
- FDA 보안 규정 (21 C.F.R. part 11)
- 그램-리치-블라일리 법 (GLBA)
- HIPAA (Health Insurance Portability and Accountability Act)
- NIST SP 800–53
- NIST SP 800–171 추가
- 신원 도용 및 가정 억제법
- 2002년 애국자 법
- PCI 데이터 보안 표준
- 미국 세이프 하버 조항
- 다양한 주법[119][120]
- 6/3 JAN
- 그램-리치-블라일리 법
- DCID

## 극단적 사용

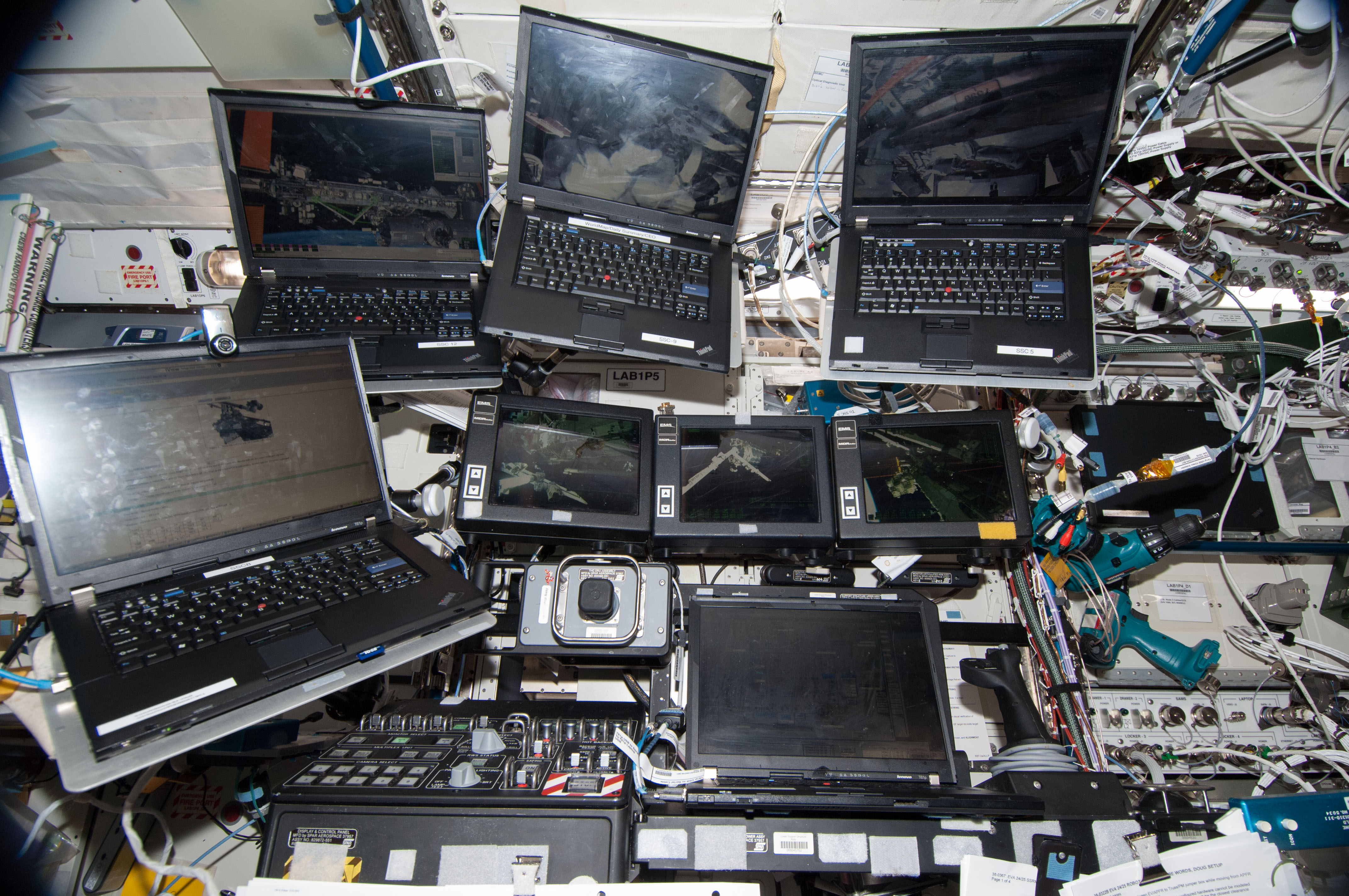
미국 실험실의 ISS 노트북

견고한 그리스 컴퍼스(Grid Compass) 컴퓨터는 우주왕복선 프로그램 초기부터 사용되었다. 우주에서 사용된 최초의 상업용 기성품 노트북은 1990년 우주왕복선 미션 STS-41과 1991년 STS-43에서 사용된 매킨토시 포터블이었다. 애플과 다른 노트북 컴퓨터는 계속해서 유인 우주 비행에 사용되고 있지만, 국제 우주 정거장에 장기간 비행 인증된 유일한 컴퓨터는 씽크패드이다. 2011년 기준으로 100대 이상의 씽크패드가 ISS에 탑재되어 있었다. 국제 우주 정거장 및 기타 우주 비행에서 사용되는 노트북은 일반적으로 일반 대중이 구매할 수 있는 것과 동일하지만, 뜨거운 공기가 위로 올라가는 것에 의존하지 않고 냉각 시스템이 작동하도록 업데이트하고 낮은 객실 기압에 대한 조정을 포함하여 무중력 환경에서 안전하고 효과적으로 사용할 수 있도록 필요한 수정이 이루어진다. 강한 진동, 극한 온도, 습하거나 먼지가 많은 환경과 같은 열악한 사용 환경 및 조건에서 작동하는 노트북은 우주에서 사용되는 것과 다르다. 이들은 해당 작업을 위해 맞춤 설계되었으며 상용 기성품 하드웨어를 사용하지 않는다.

## 같이 보기
- 컴퓨터 크기의 분류 목록
- 노트북 브랜드 및 제조업체 목록
- 스마트북
- 가입자 식별 모듈
- 모바일 브로드밴드
- 모바일 인터넷 디바이스 (MID)
- 개인 정보 단말기
- VIA OpenBook
- 테더링
- XJACK
- 오픈 소스 하드웨어
- 모바일 모뎀
- 스테레오스코피 안경
- 클라우드북
- 노트북-태블릿 컨버전스